# Серна
Се́рна — річка в Україні, в межах Володимирського та Луцького районів Волинської області. Ліва притока Стиру (басейн Дніпра).

## Опис
Довжина 34 км, площа басейну 271 км². Долина коритоподібна, завширшки до 3 км, завглибшки 20—40 м. Заплава двобічна, завширшки 100—400 м, подекуди заболочена; є виходи джерел. Річище звивисте, завширшки 2—3 м, завглибшки до 1 м. Похил річки 1,2 м/км.
У заплаві Серни розміщений цінний комплекс, що включає стави, ділянки боліт, луки, чагарники, 15 природних водних джерел. Місце мешкання та розмноження водоплавних та навколоводних птахів, риб, земноводних, ссавців, серед яких трапляються і рідкісні, занесені до Червоної книги України.

## Назва
Назва річки могла виникнути через болотистий характеру місцевості, по якій вона протікає. Наприклад, утворитись від слова «сарана», яке означало багно, болото, трясовина.
Річка отримала назву Серна, можливо, від назви тварин, які приходили сюди на водопій, пізніше її почали величати Сарна.
Нині її знову називають Серна. Хоча у кожному населеному пункті, де вона протікає, її називають по різному (Наприклад у Торчині — Сарна).
Імовірно, що назва села Сарнівка отримала свою назву саме від річки Серна (Сарна → Сарнівка). Також село Сирники на старих картах пишеться як Сернікі, як варіант назва теж пішла від назви річки (Серна → Сернікі).

## Розташування
Серна бере початок біля села Юнівки, що на захід від смт Торчина. Тече вздовж північно-східний відногів Горохівської височини спершу на схід, далі — на північний схід. Впадає до Стиру на північний захід від смт Рокині.
На березі річки розташовані 16 населених пунктів.

## Флора

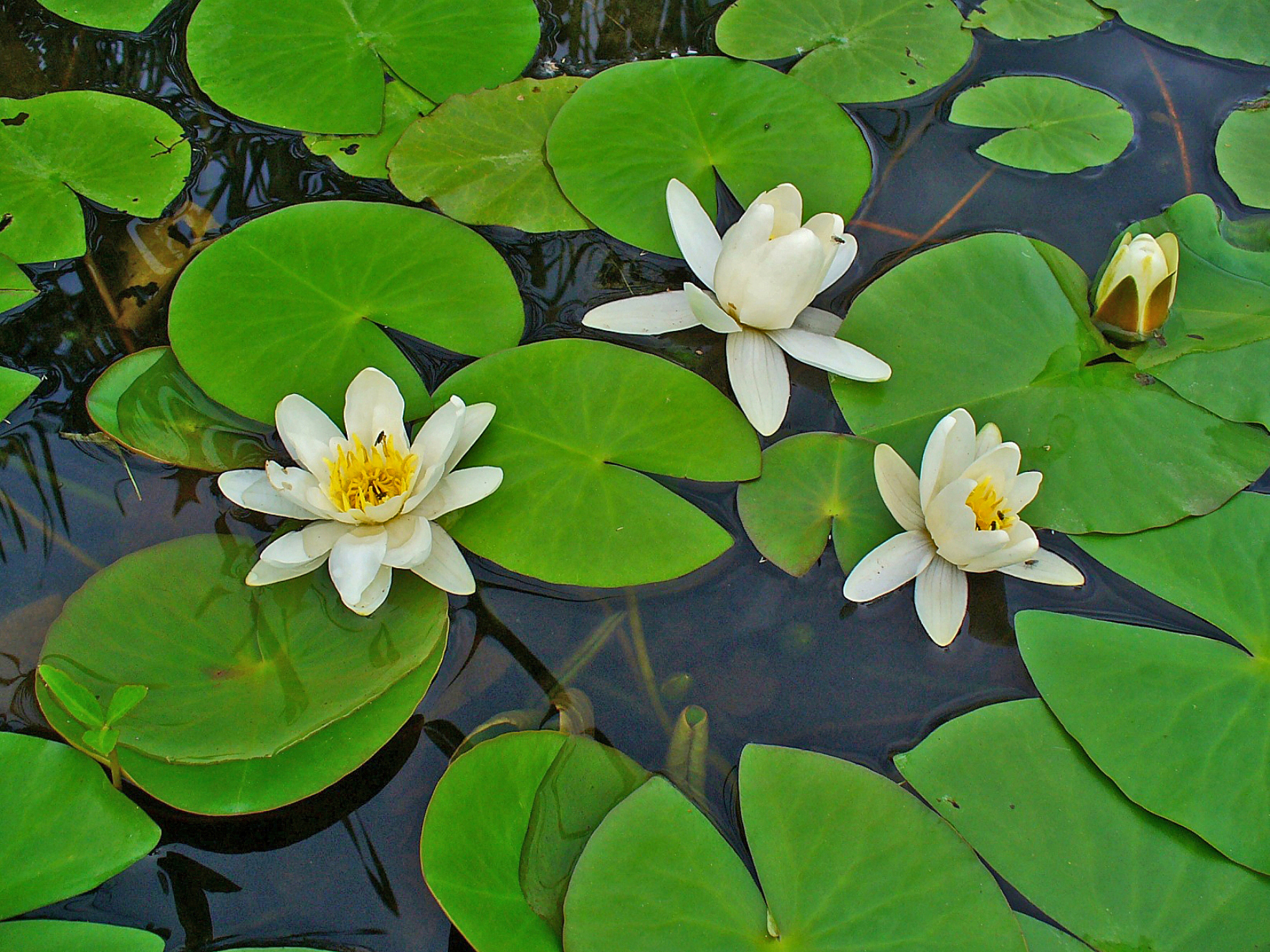
Водяна лілія
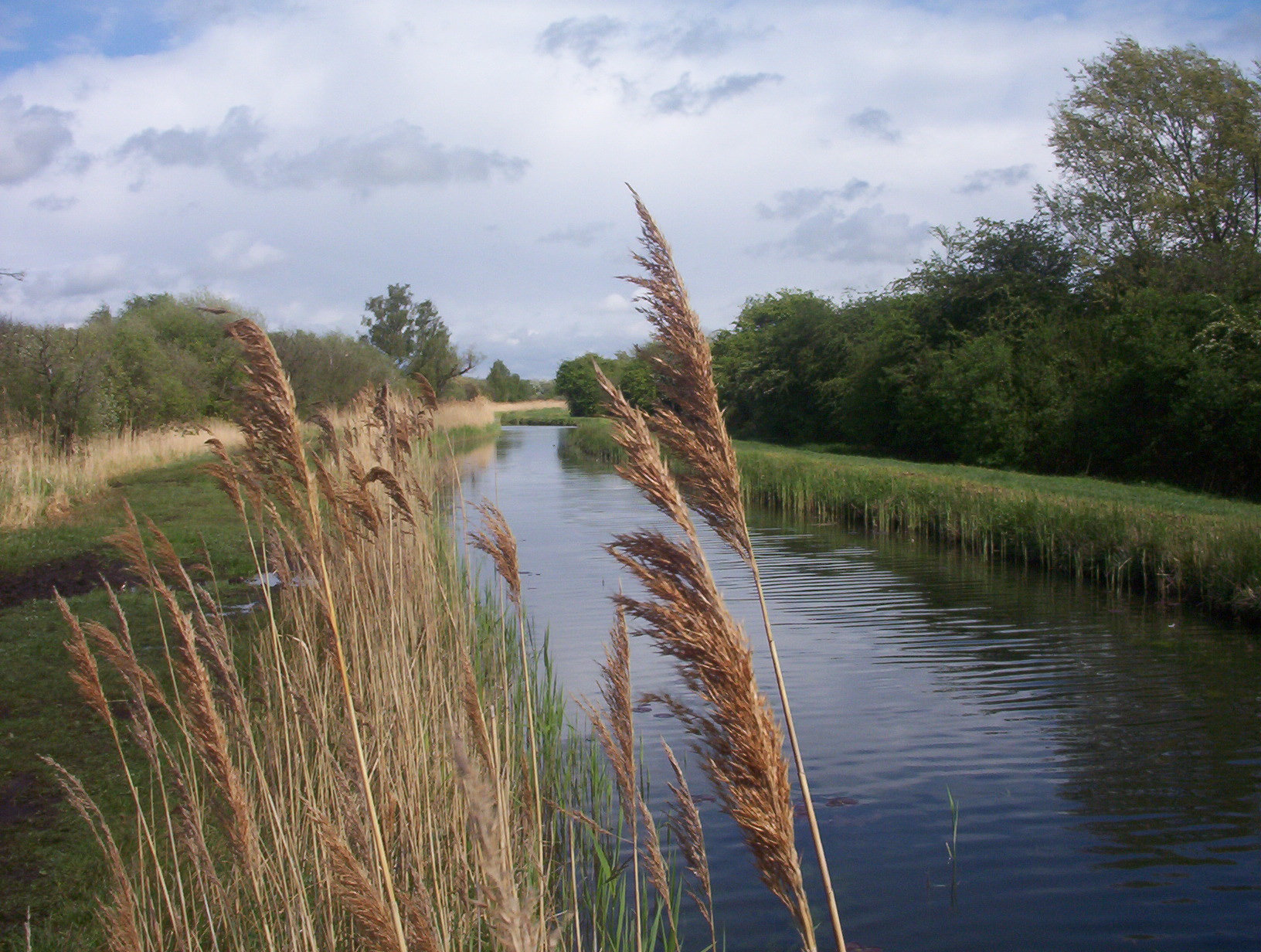
Очерет звичайний
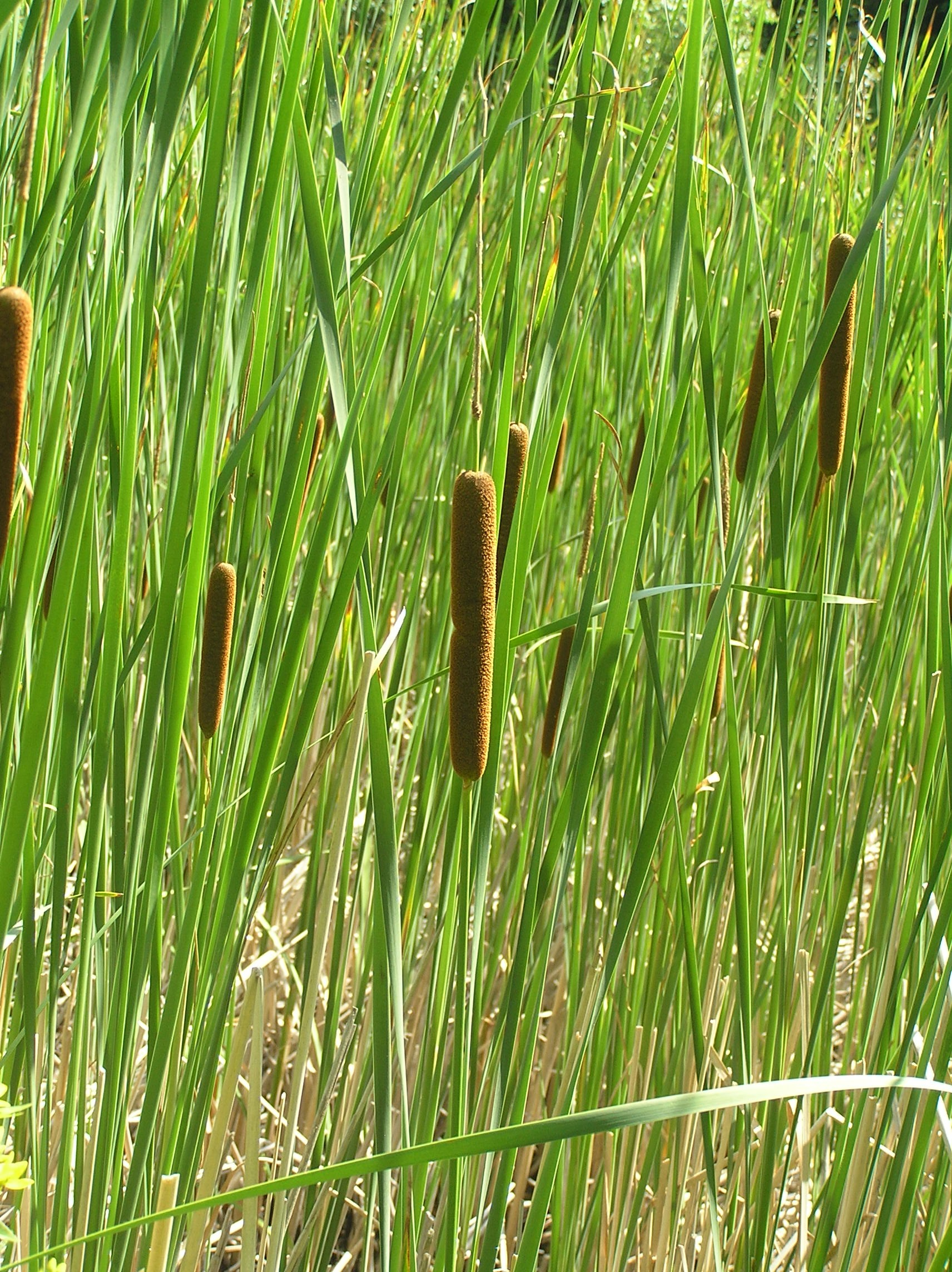
Рогіз(Рогоза)
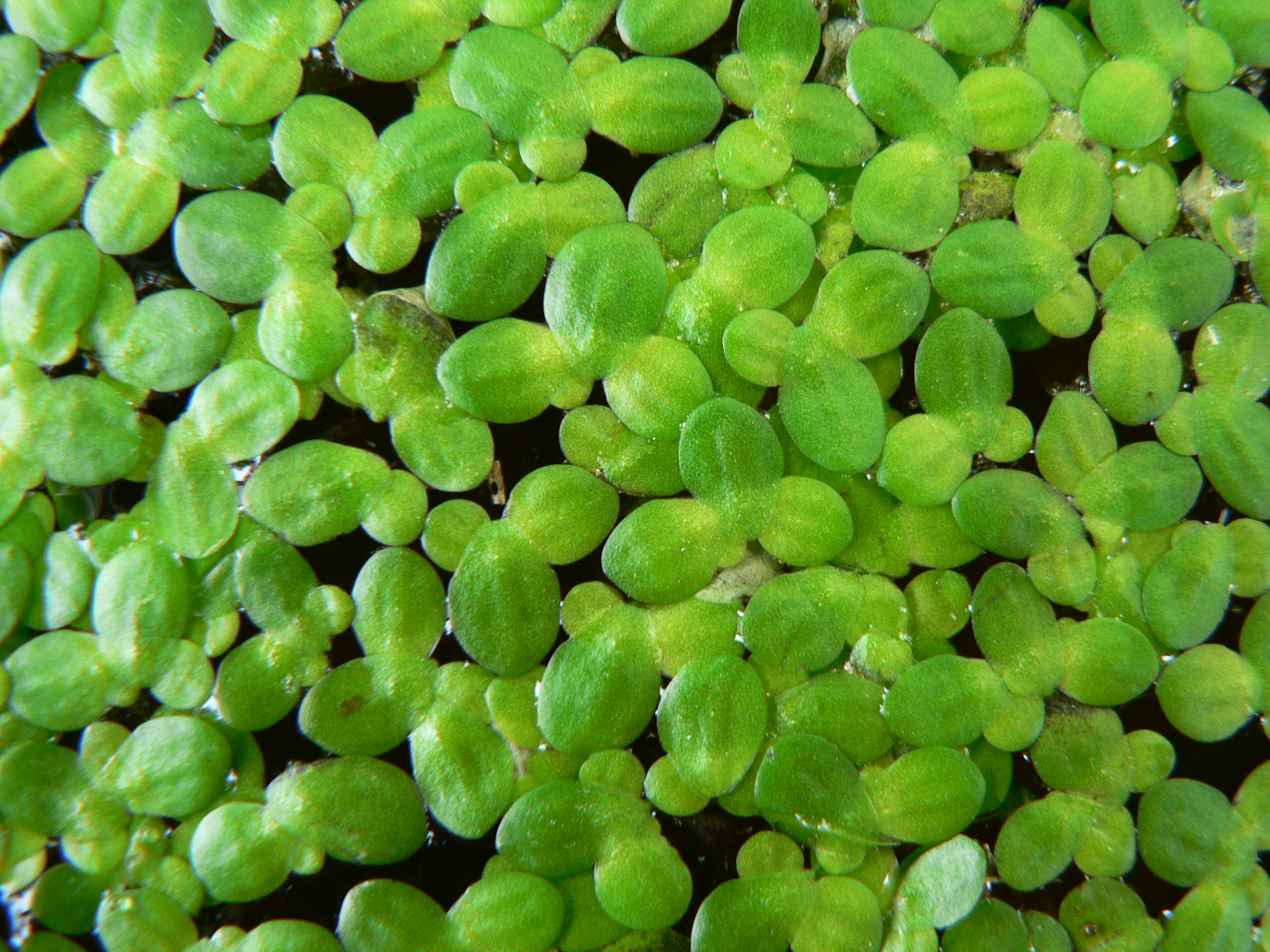
Ряска
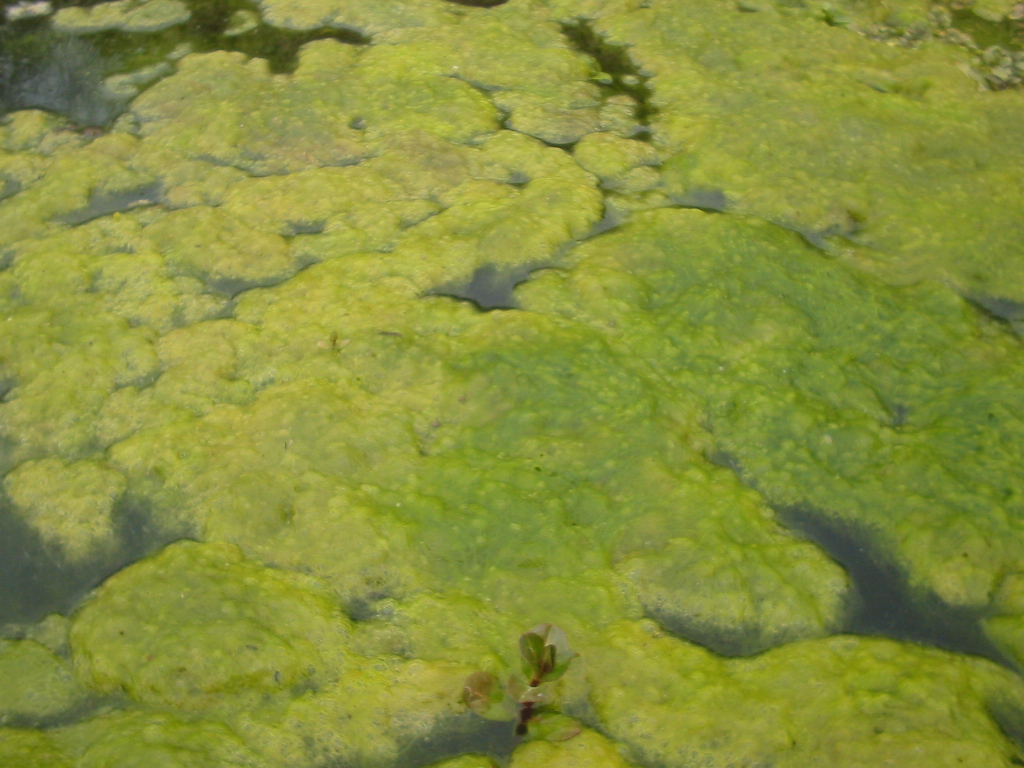
Спірогіра
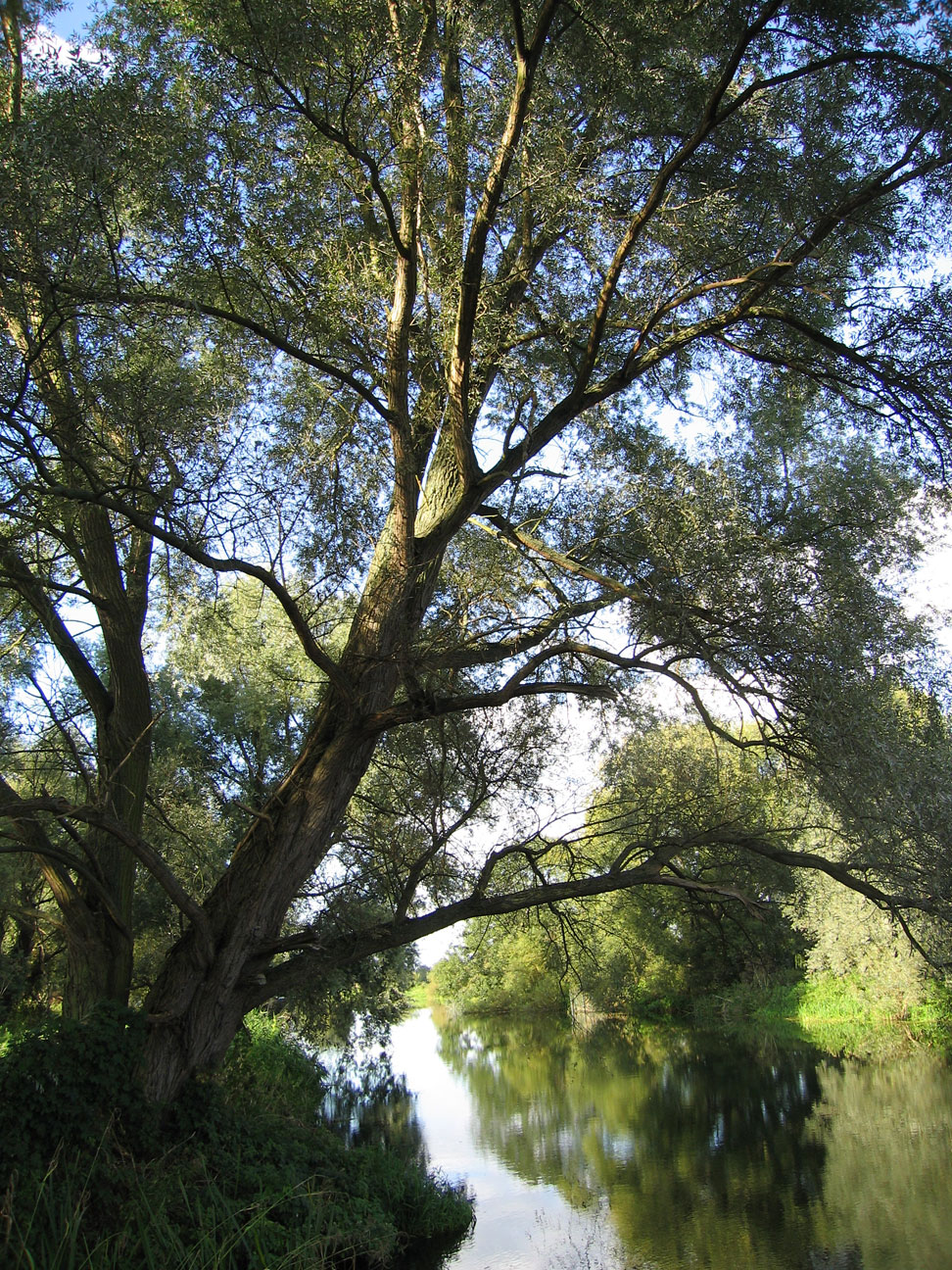
Верба біла
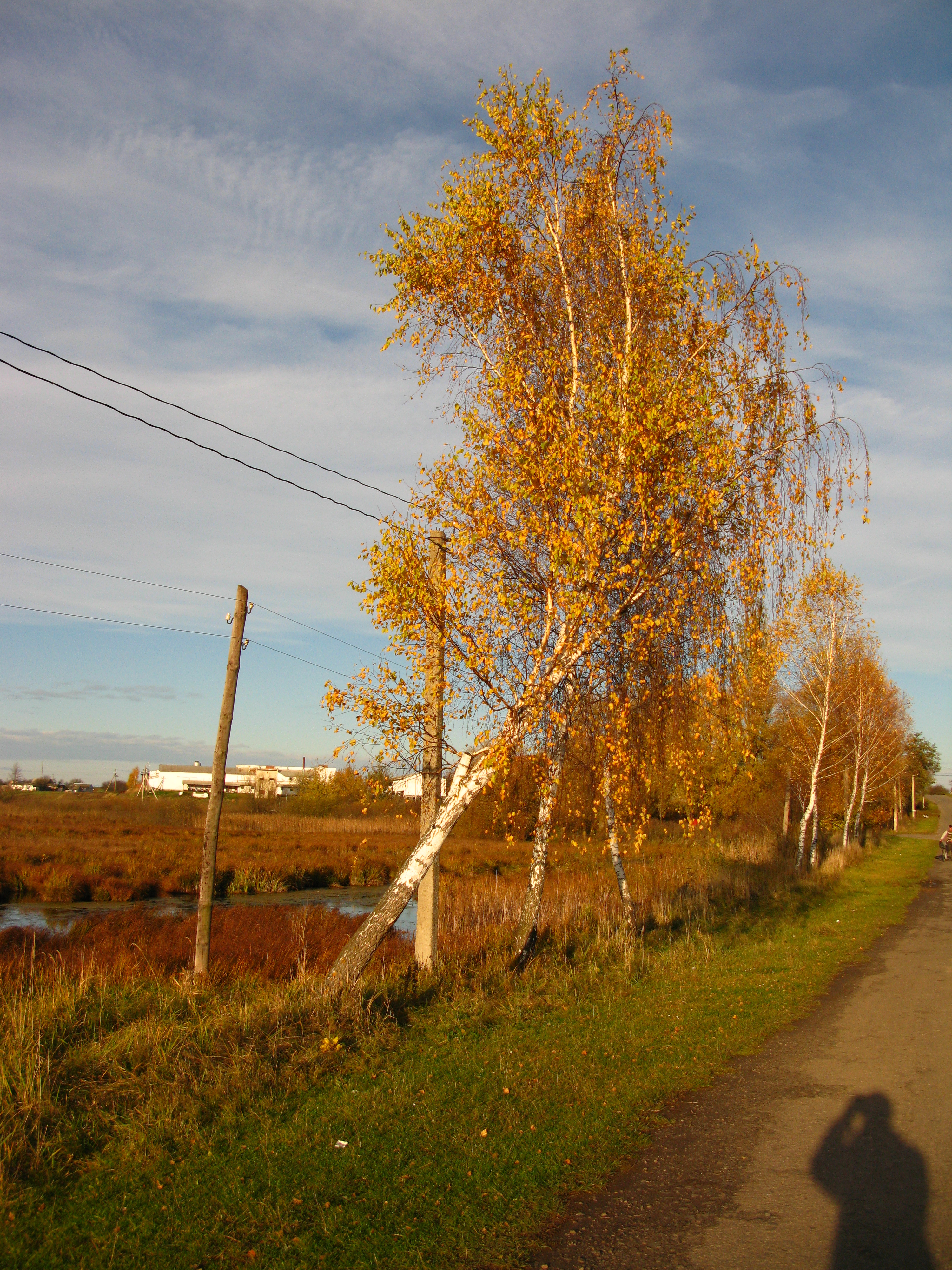
Береза (Фото зроблене у Торчині)

## Фауна

### Риби й членистоногі

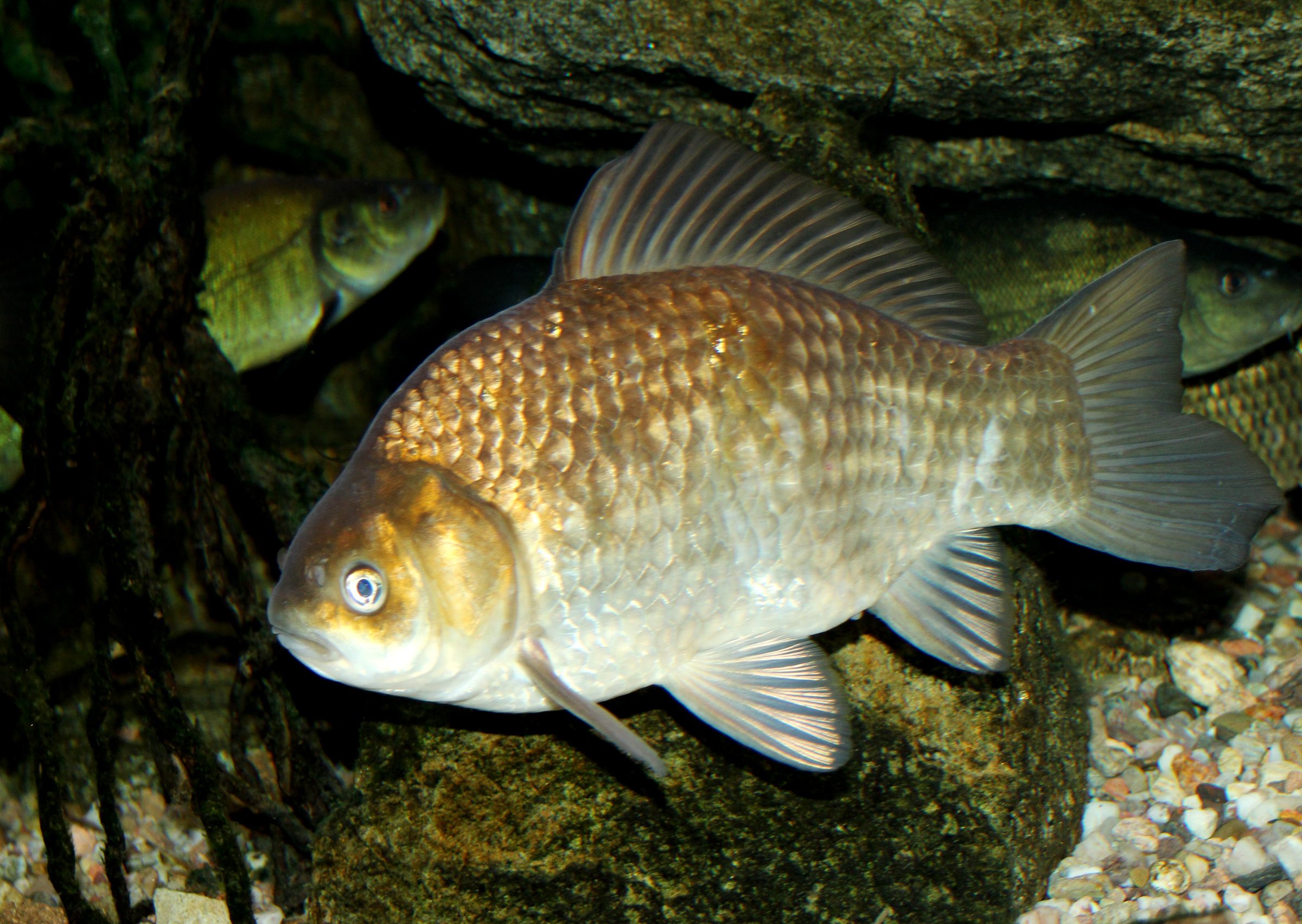
Карась звичайний(Золотий)
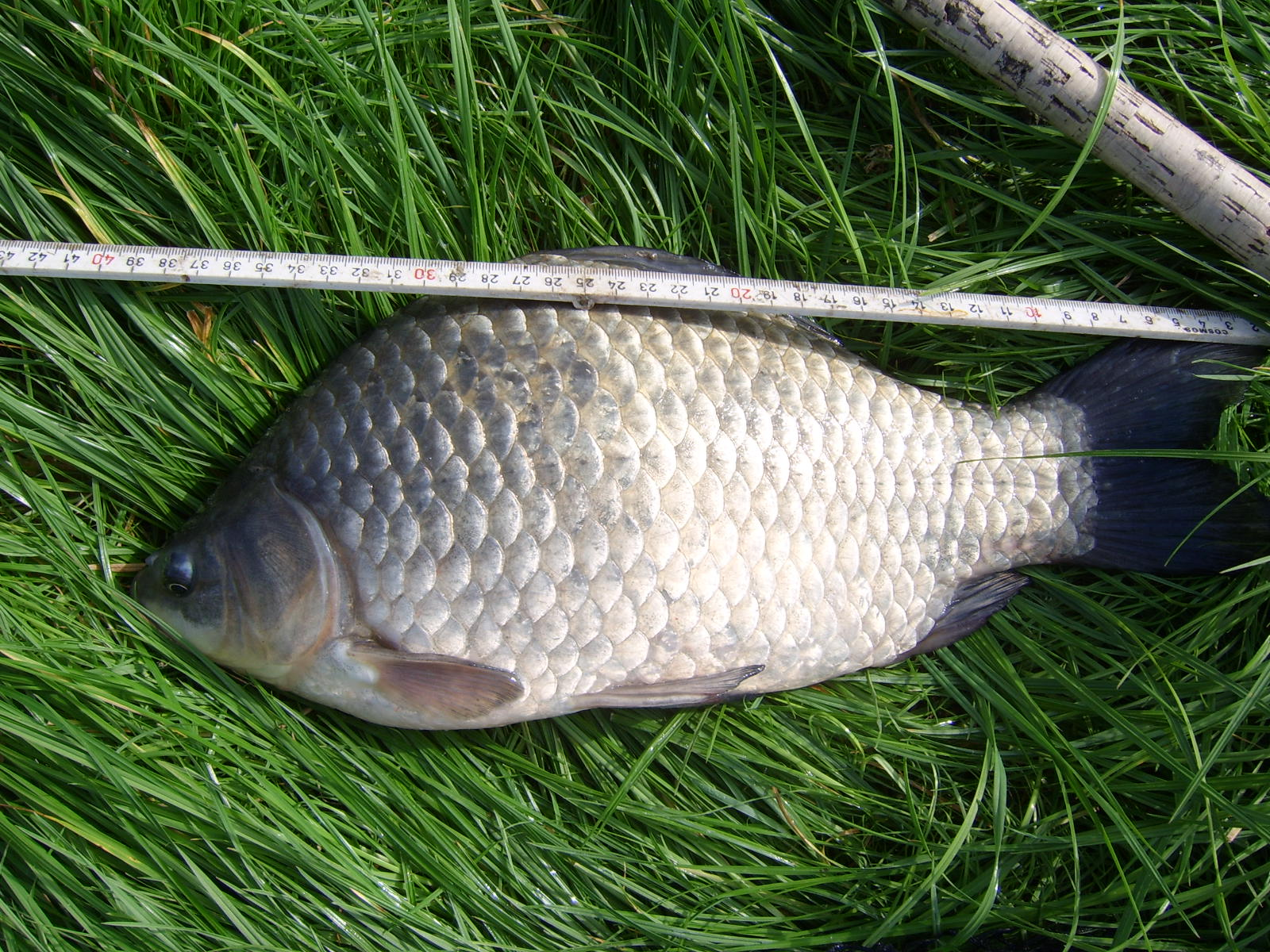
Карась сріблястий
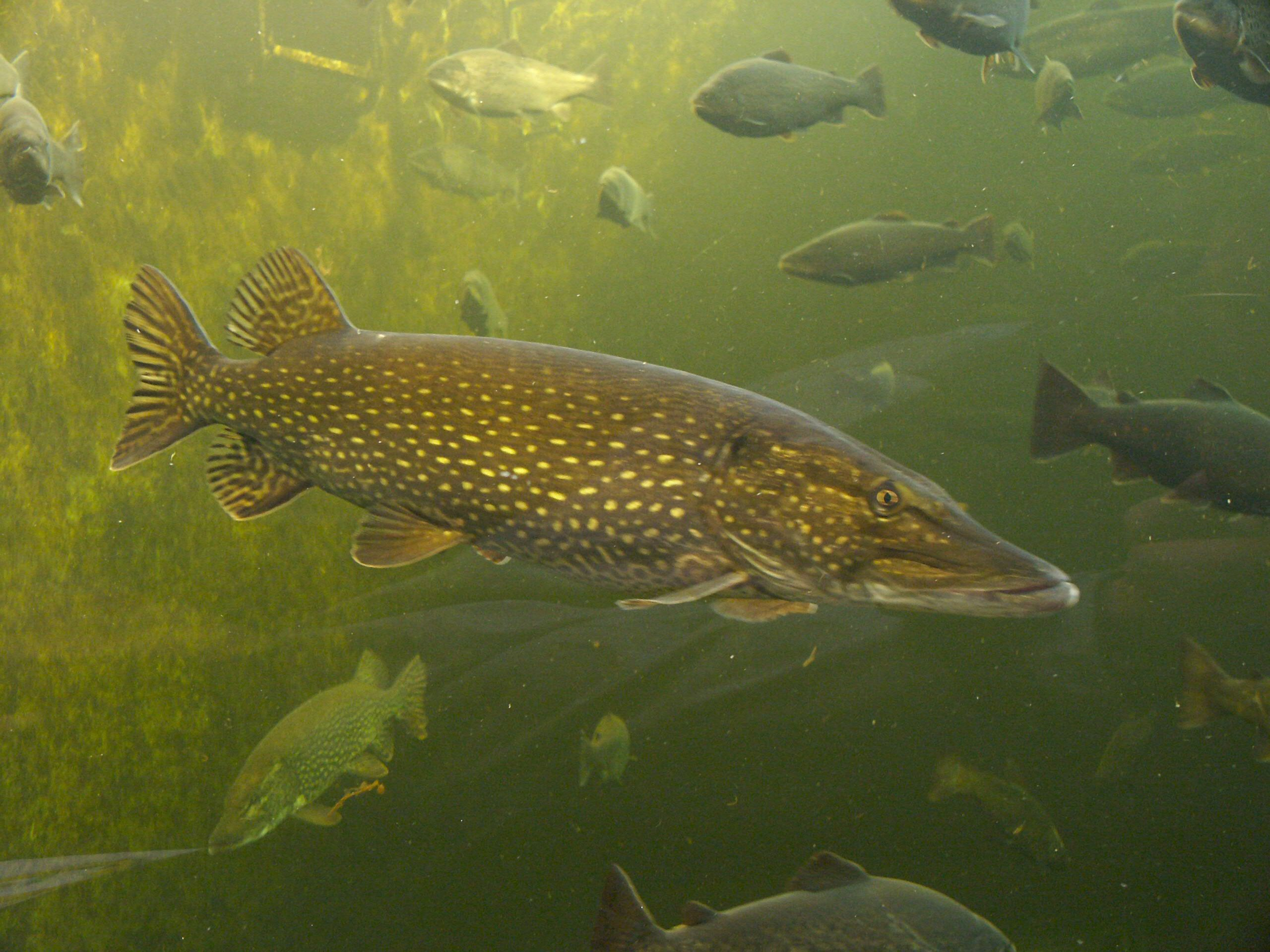
Щука
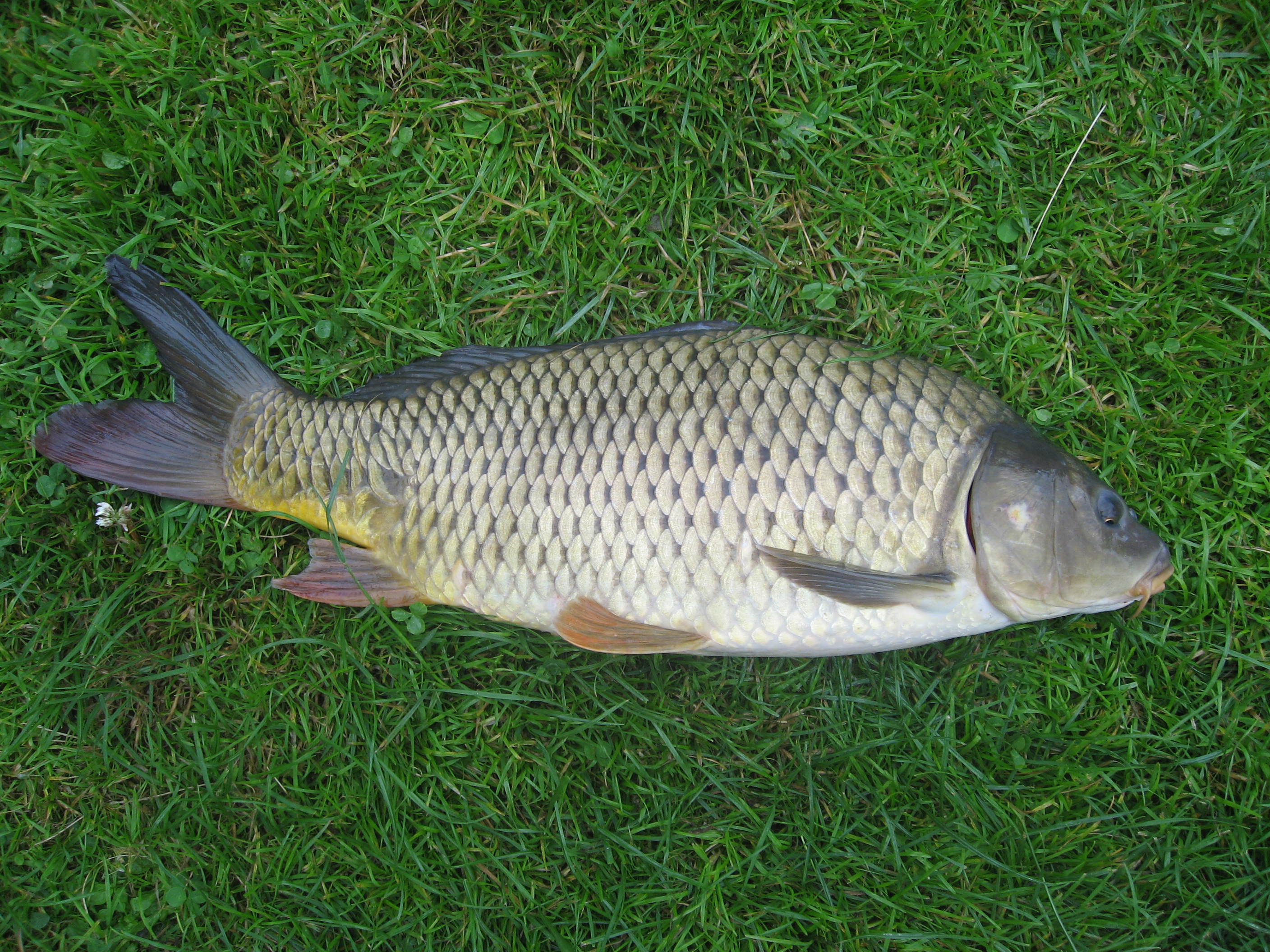
Короп звичайний
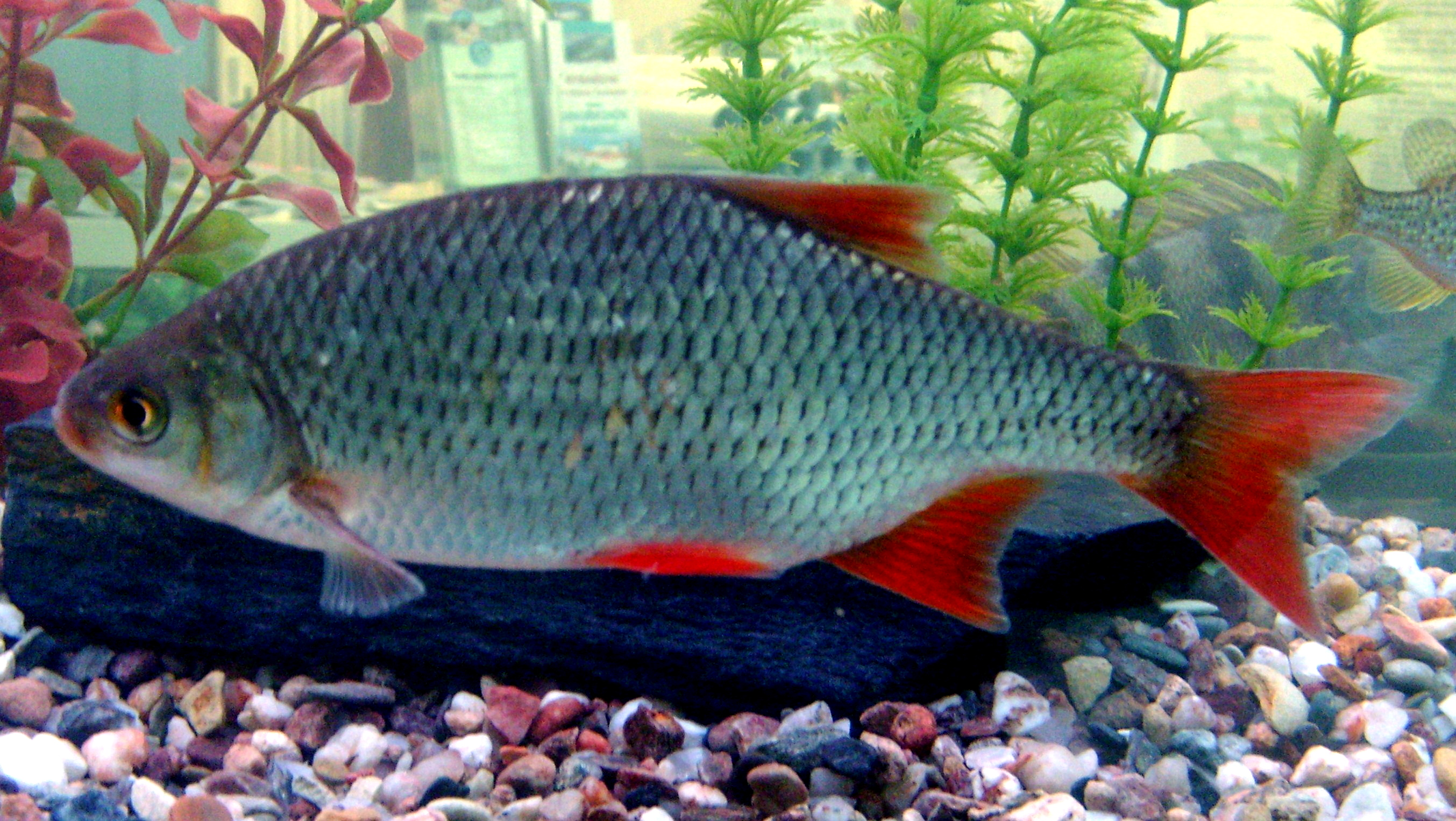
Краснопірка
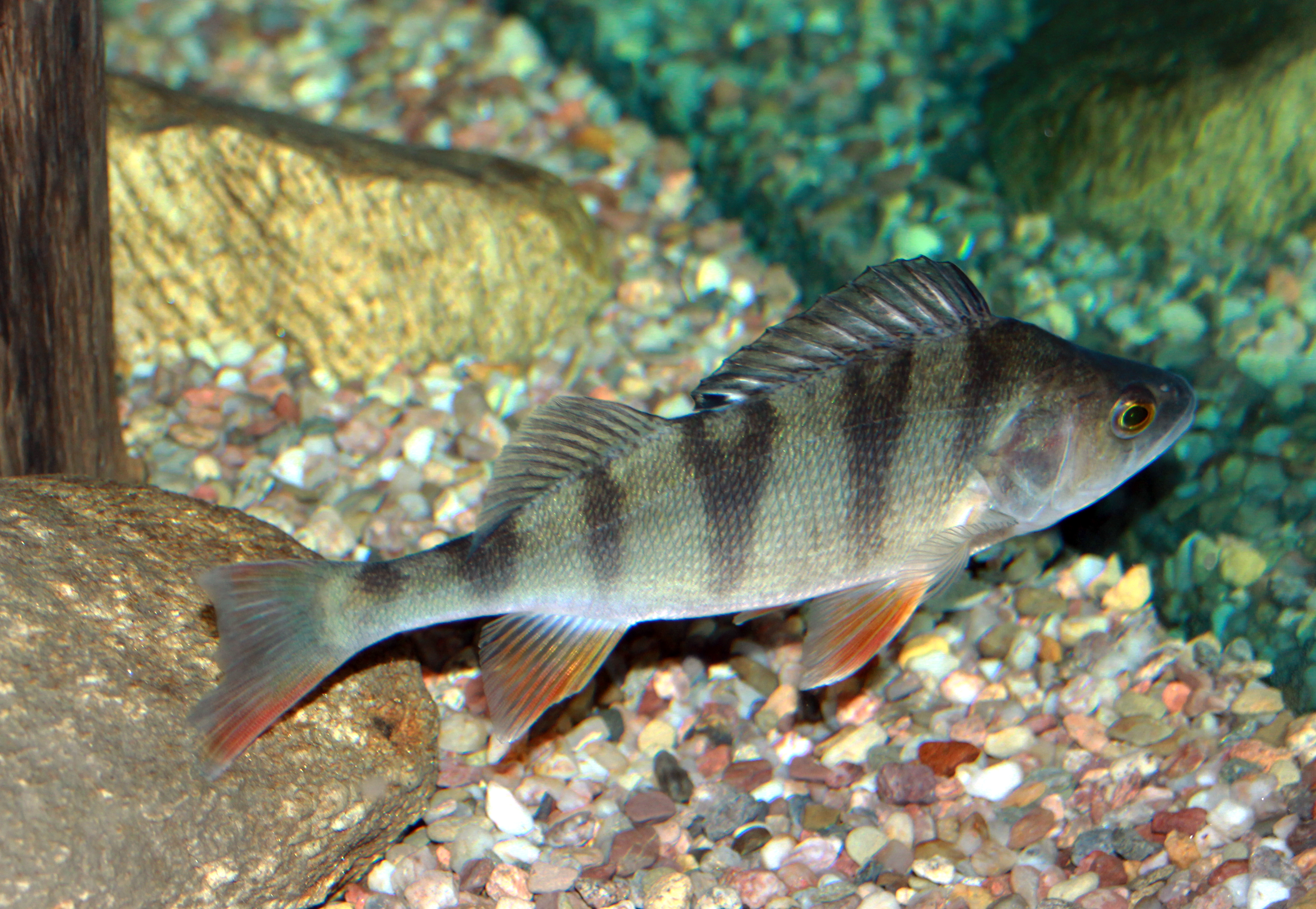
Окунь звичайний
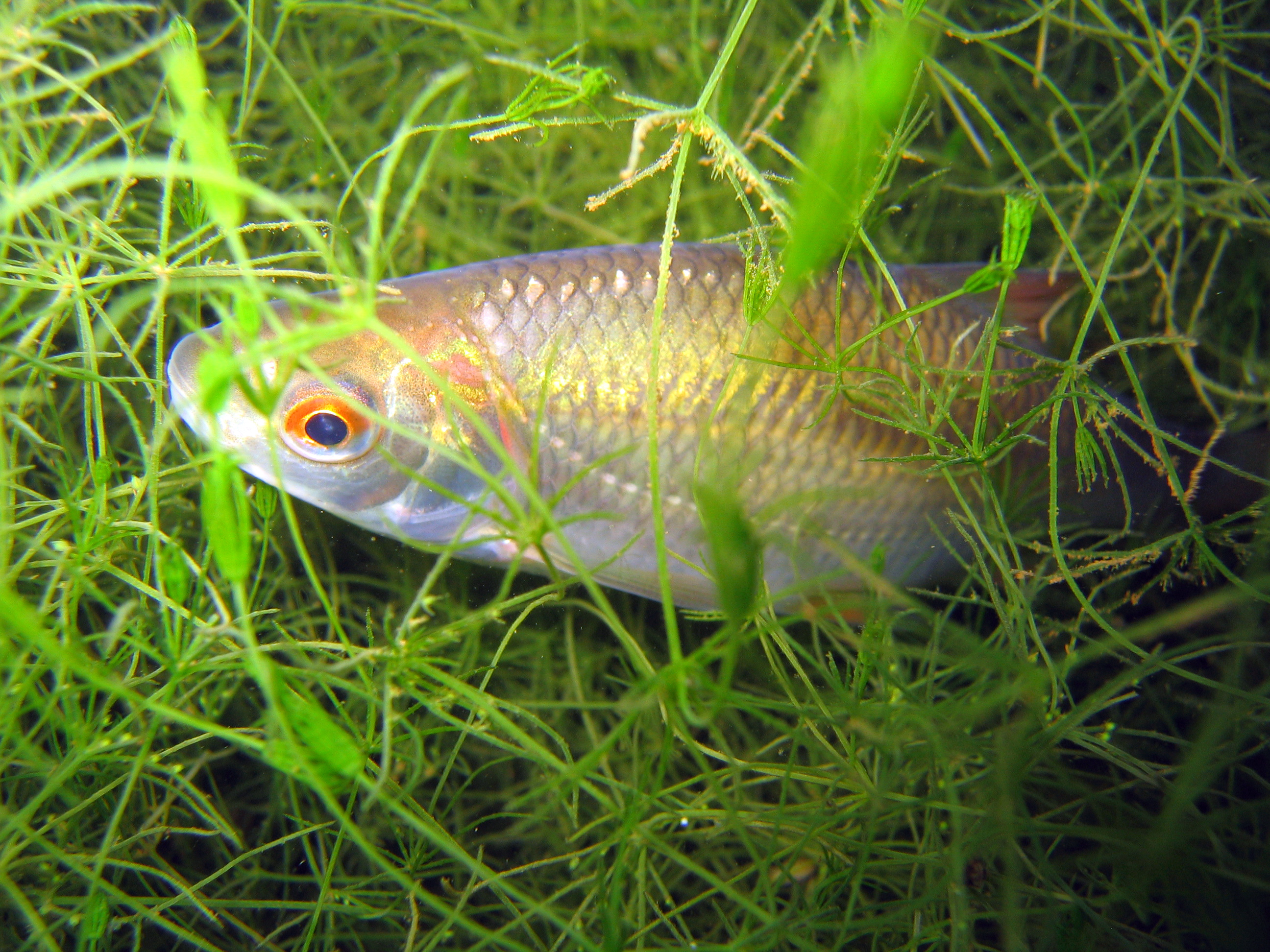
Плітка
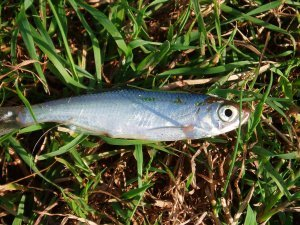
Верховодка
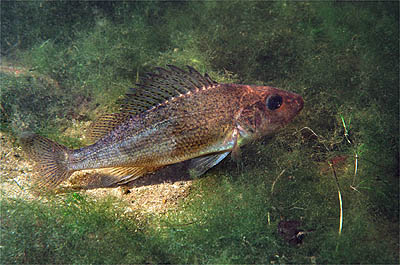
Йорж
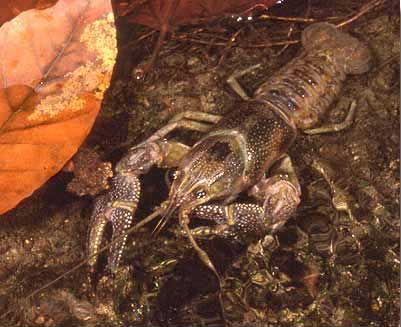
Рак широкопалий
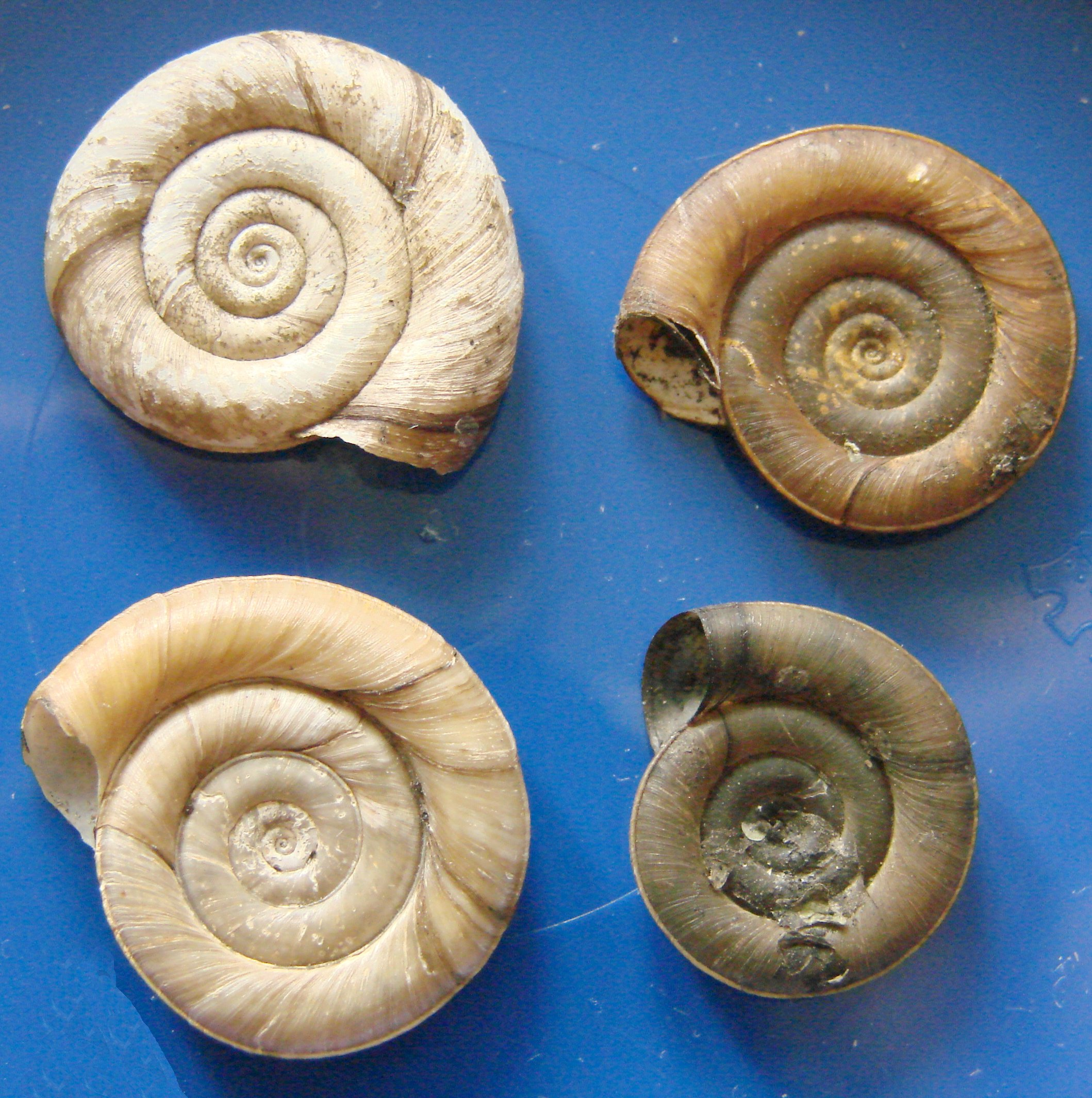
Planorbis planorbis[en]
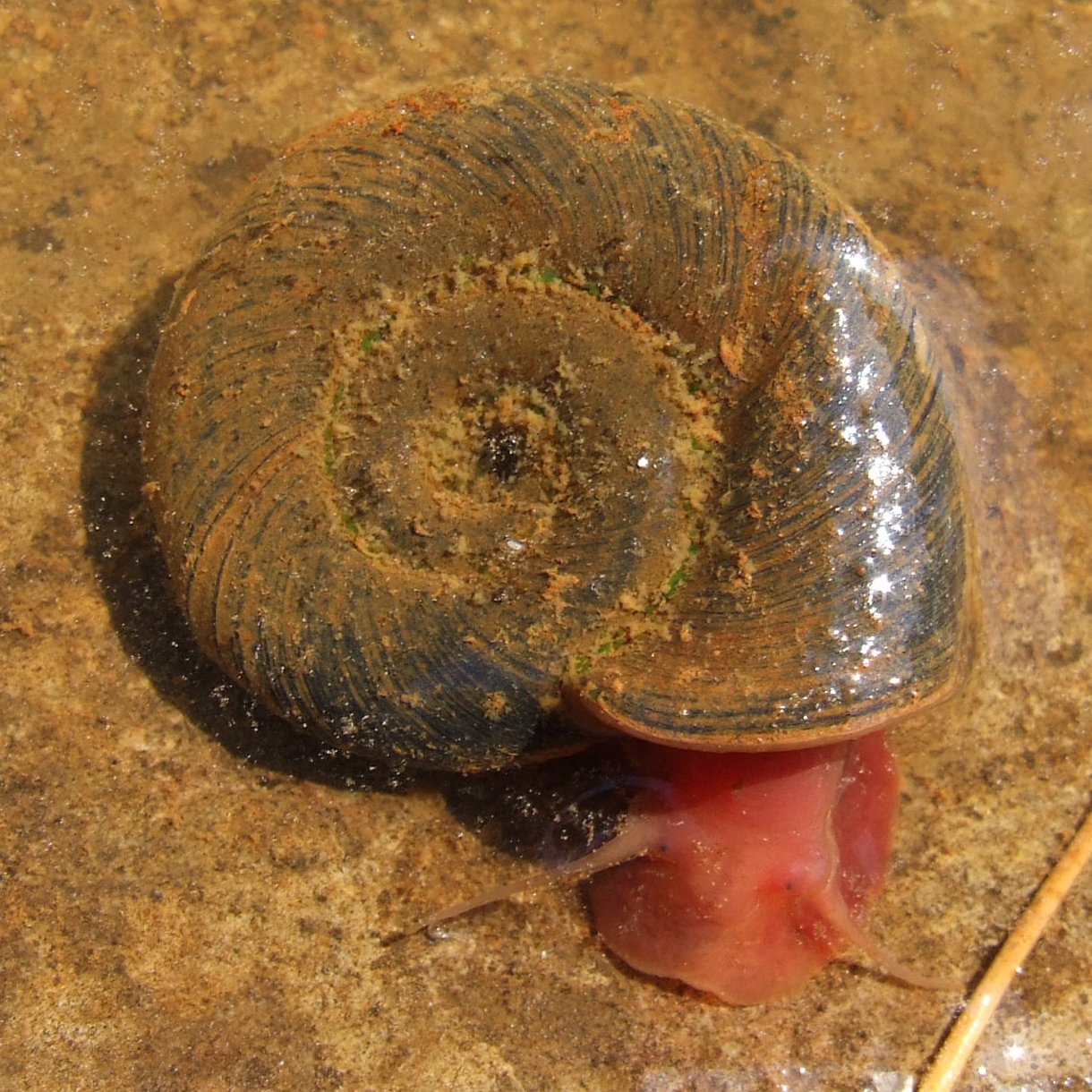
Planorbarius corneus[en]
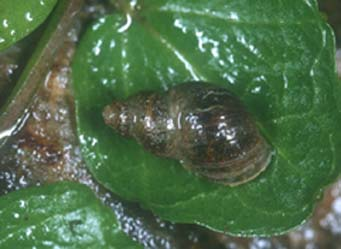
Lymnaea truncatula
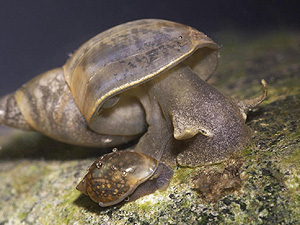
Ставковик звичайний
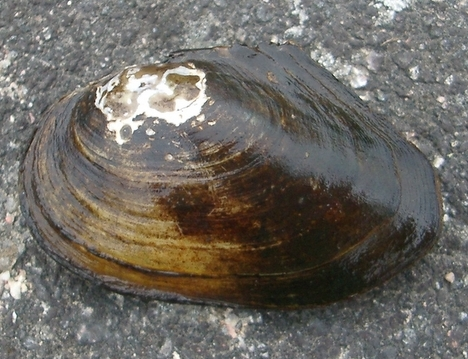
Беззубка
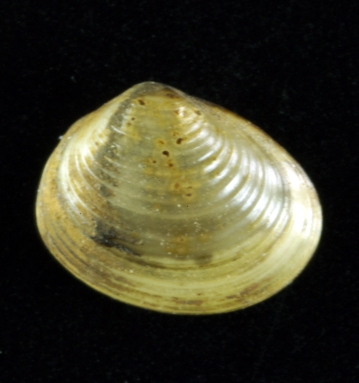
Pisidium amnicum[en]
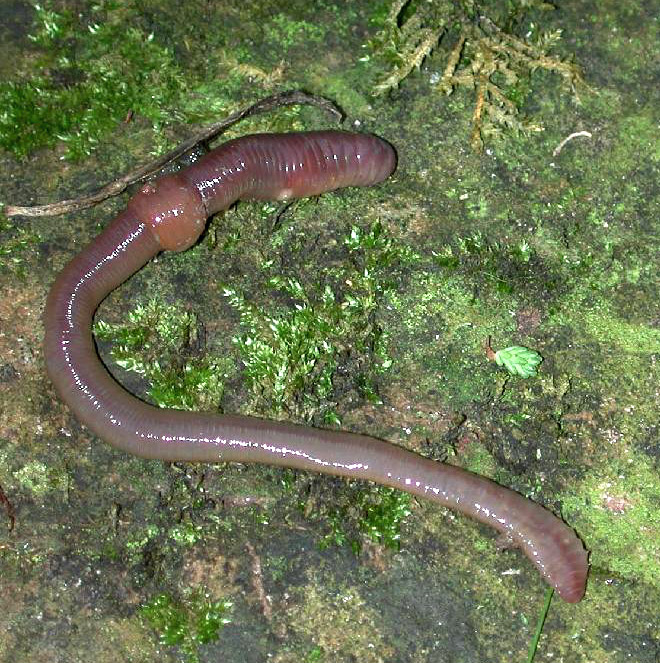
Малощетинкові черви
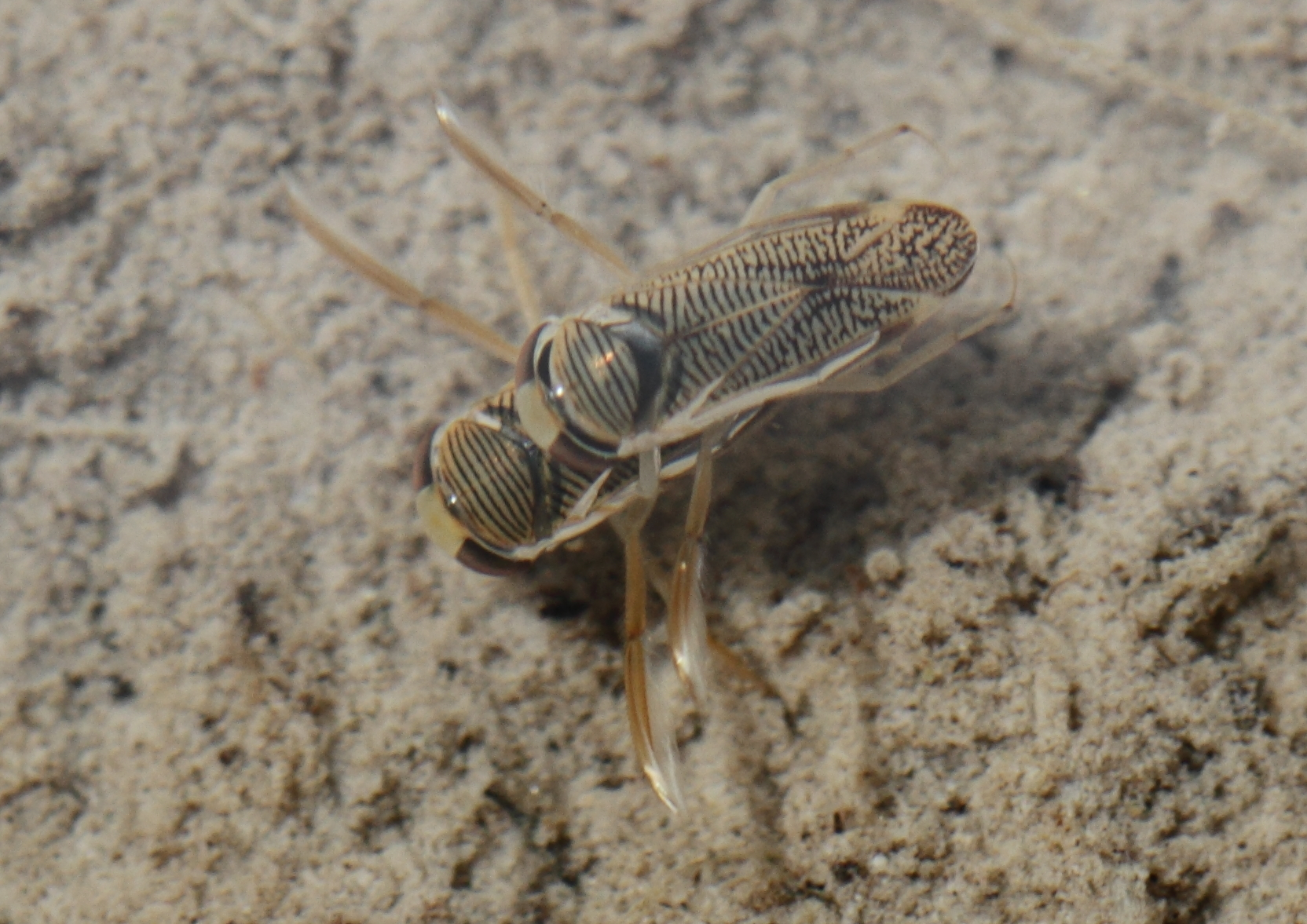
Sigara striata(Вид клопів)
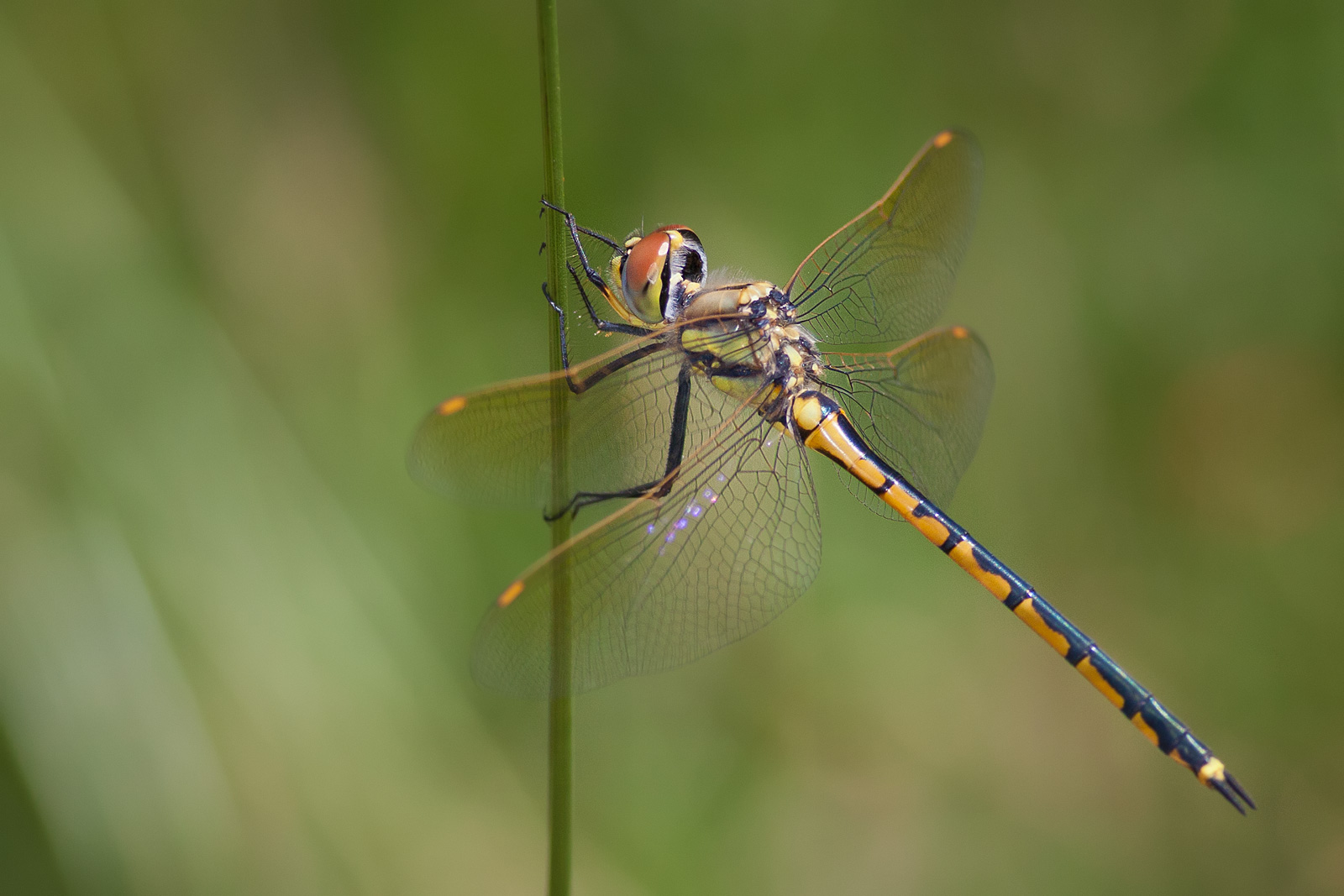
Odonata
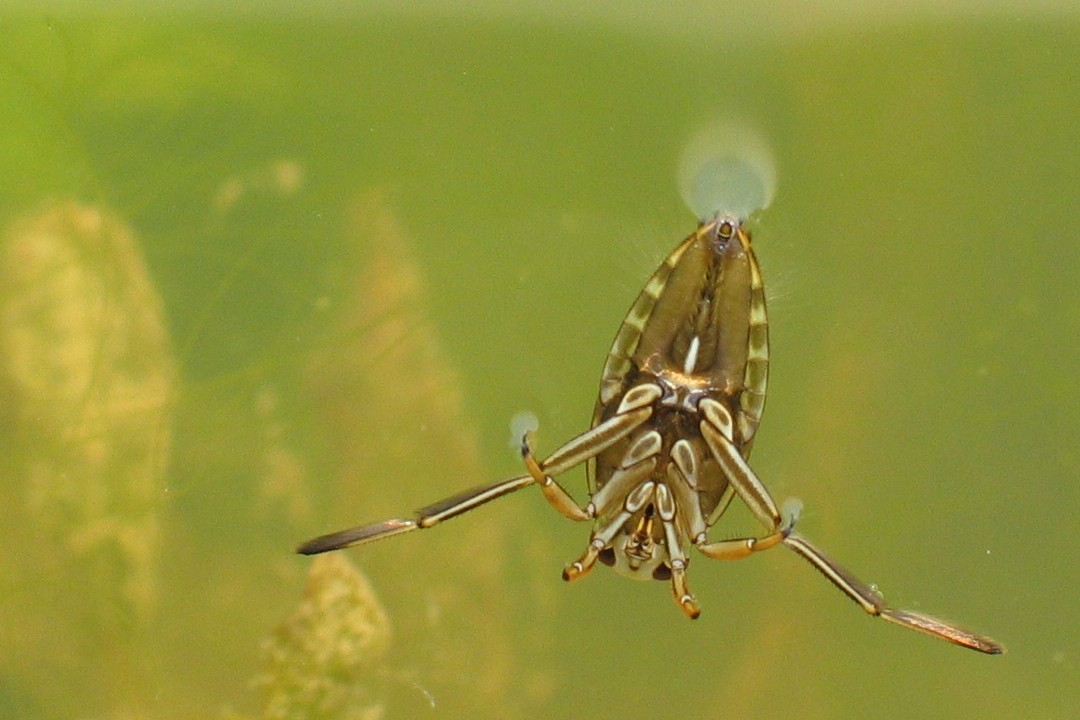
Хребтоплав звичайний
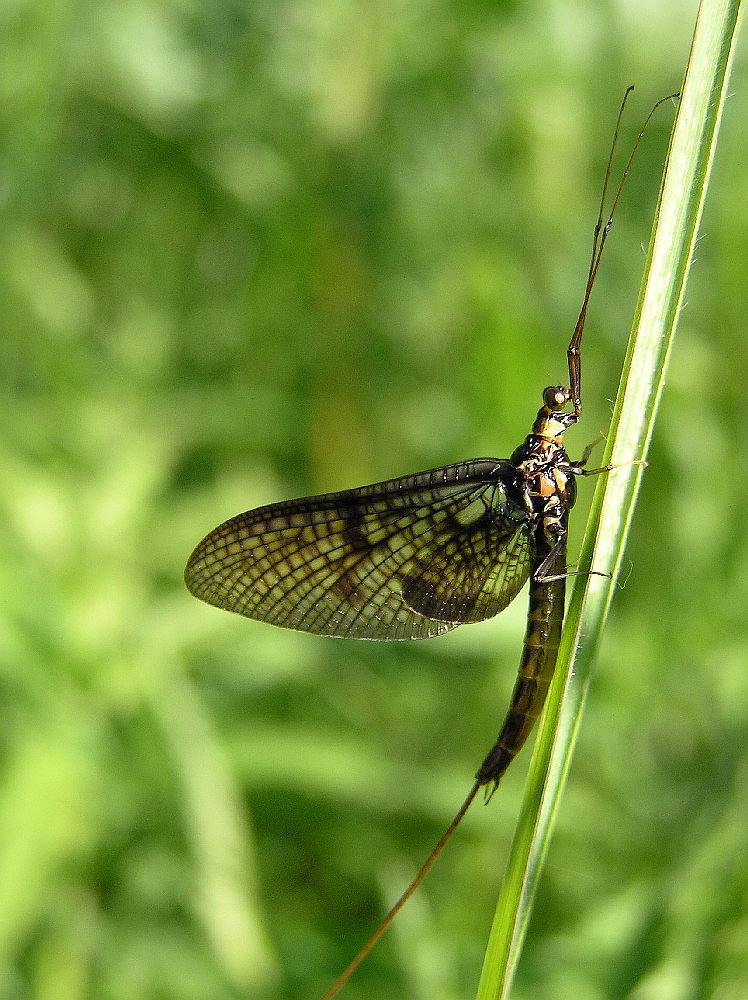
Ephemera vulgata[pl]
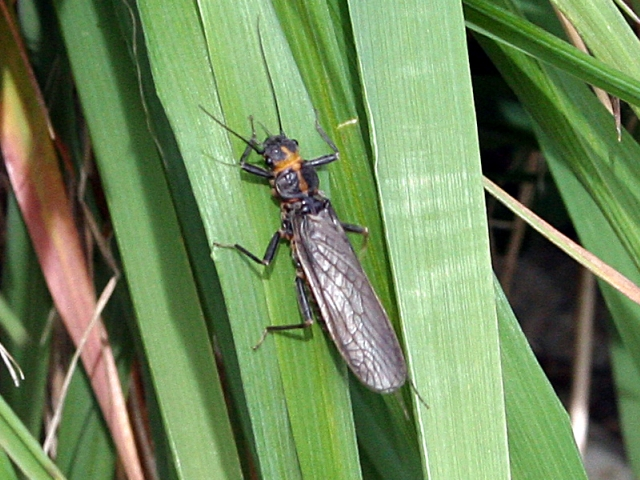
Perlodidae[fr]
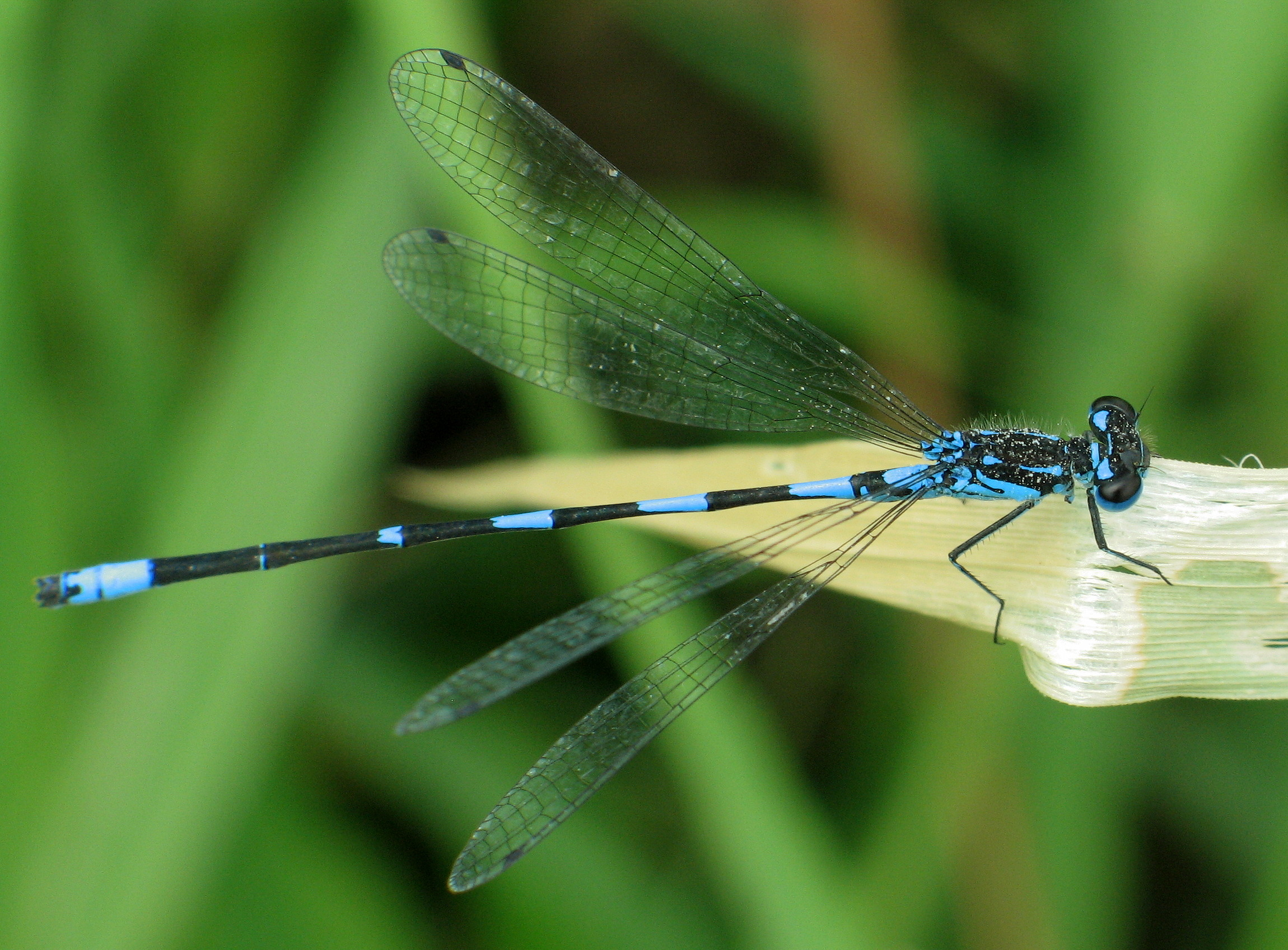
Стрілка чудова
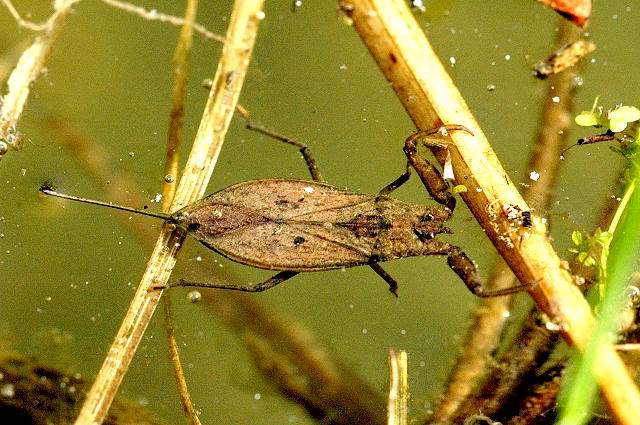
Nepa cinerea
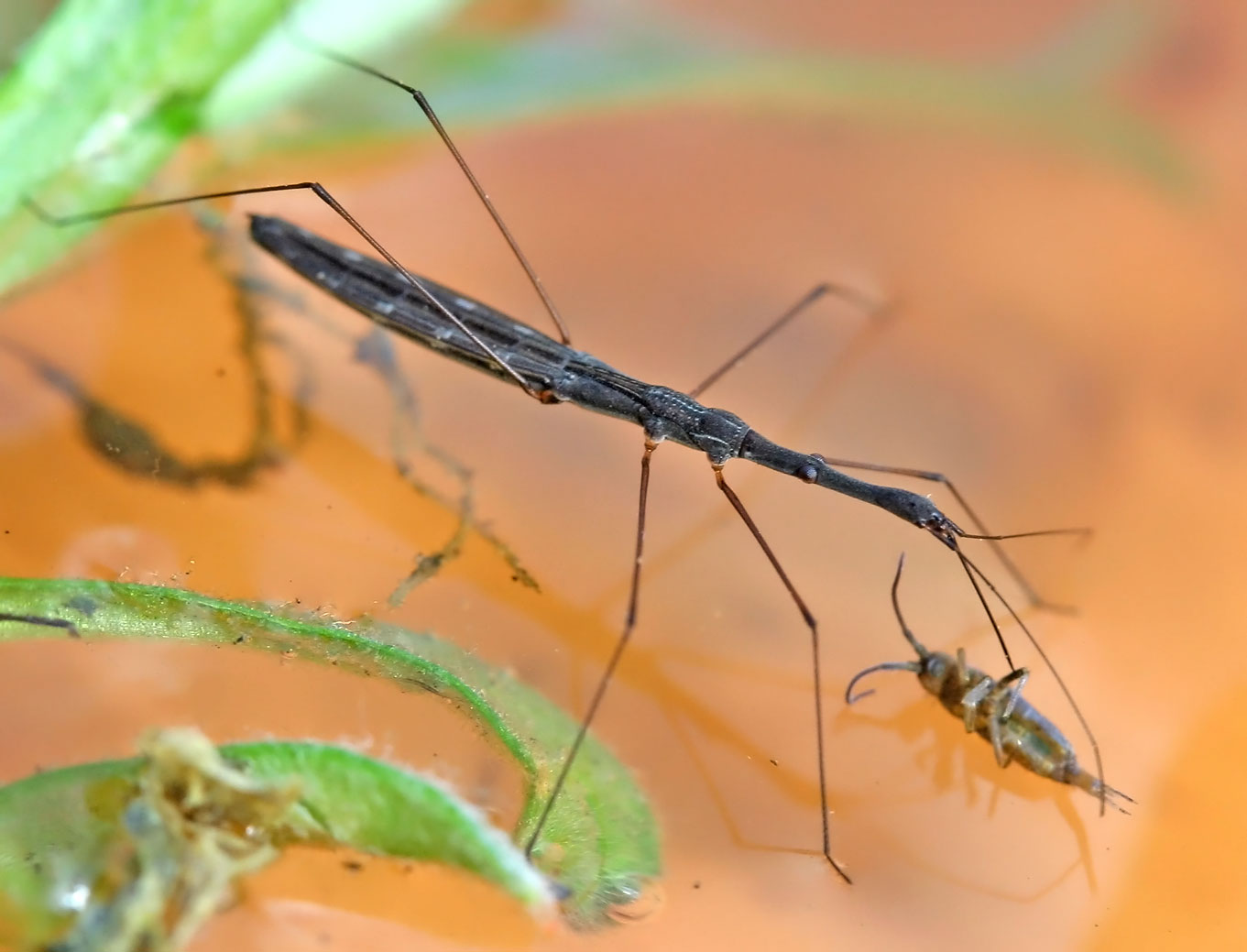
Hydrometra stagnorum
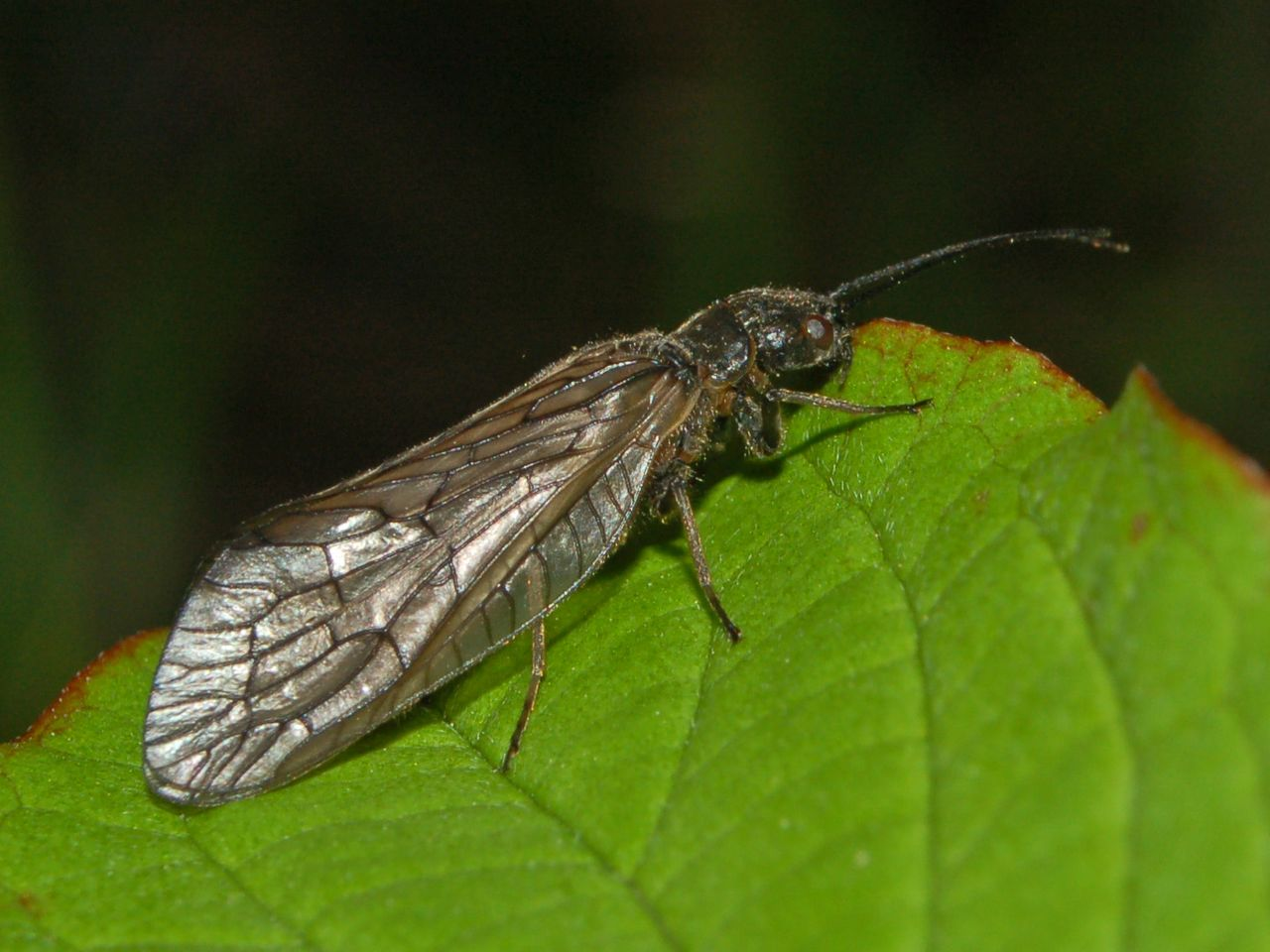
Sialis lutaria
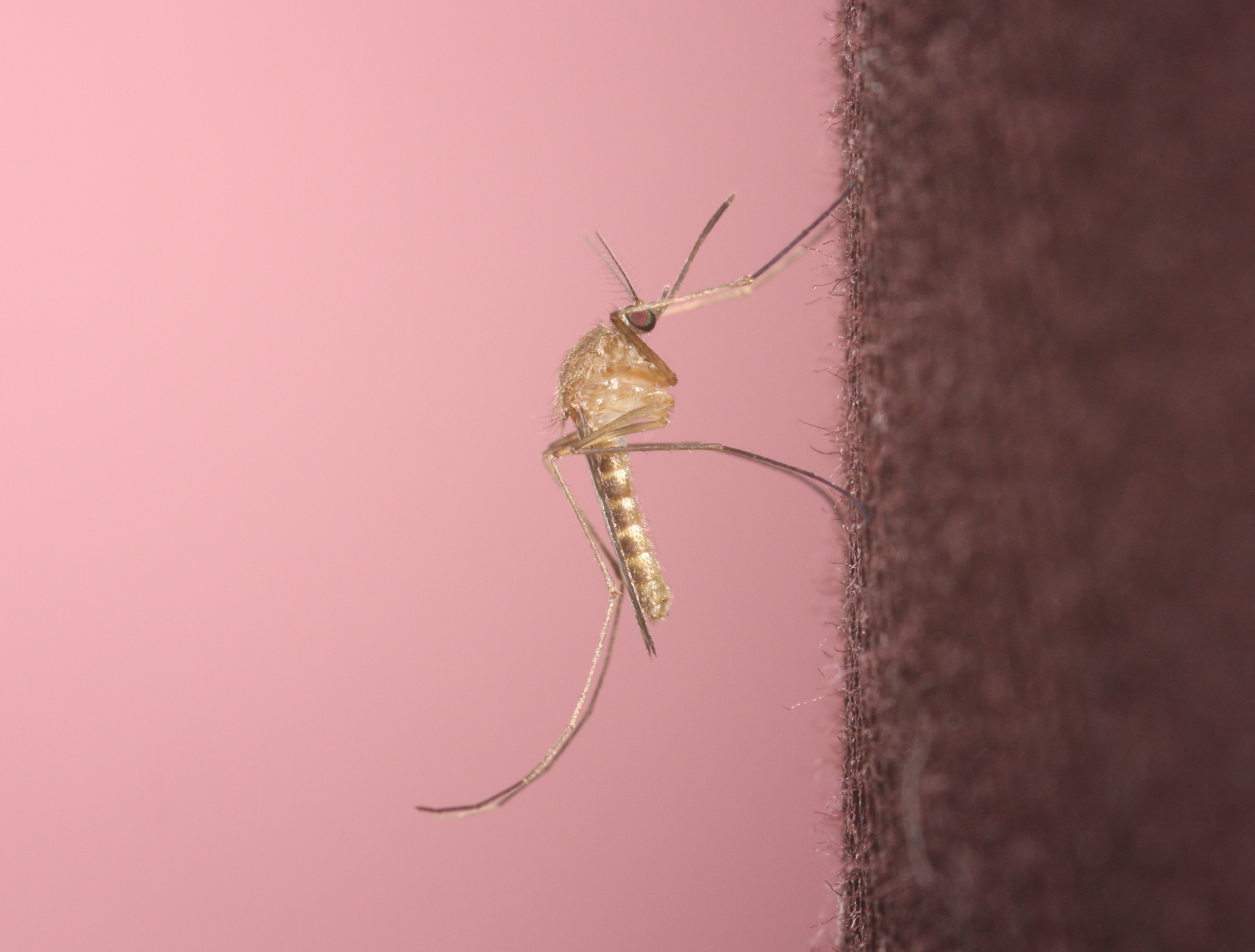
Комар звичайний
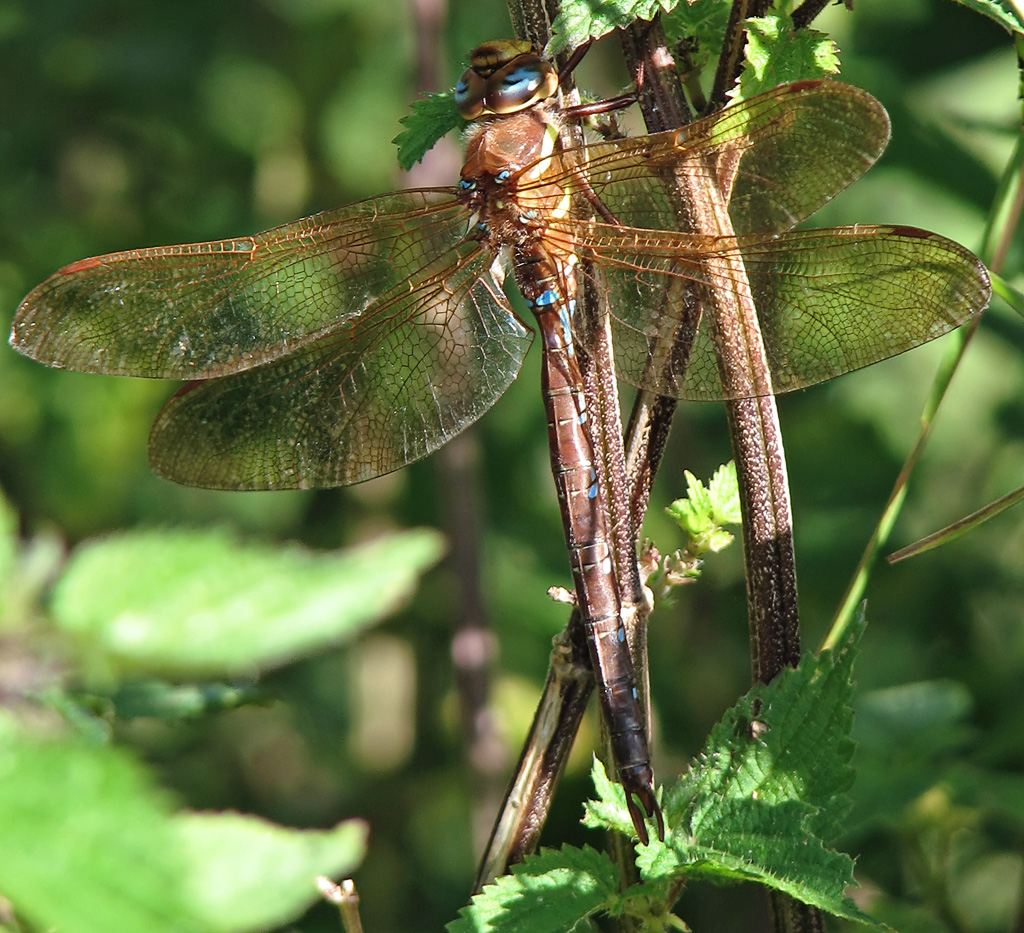
Aeschna grandis
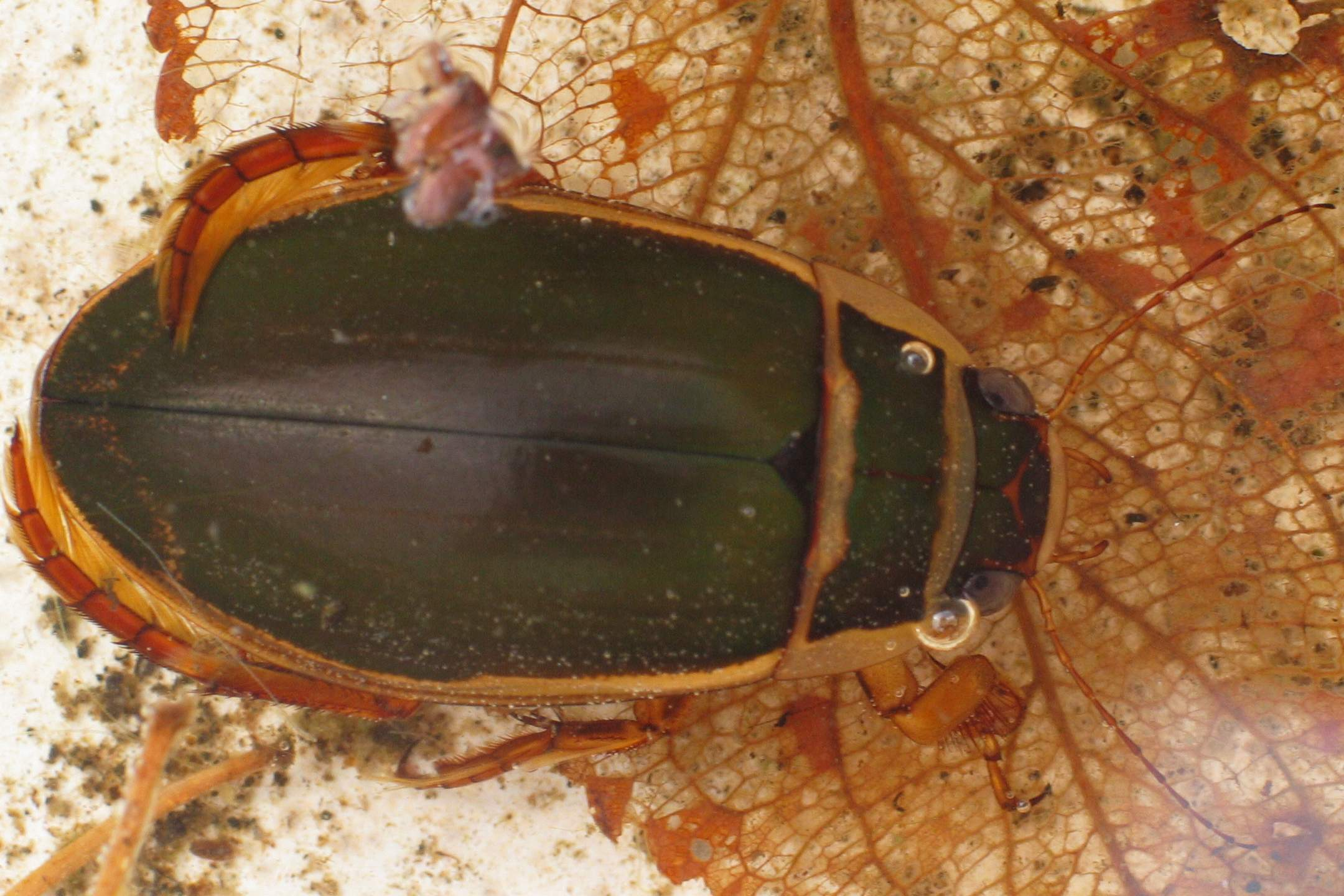
Плавунець облямований

### Птахи

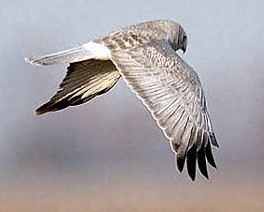
Лунь польовий (Занесений до Червоної книги України)
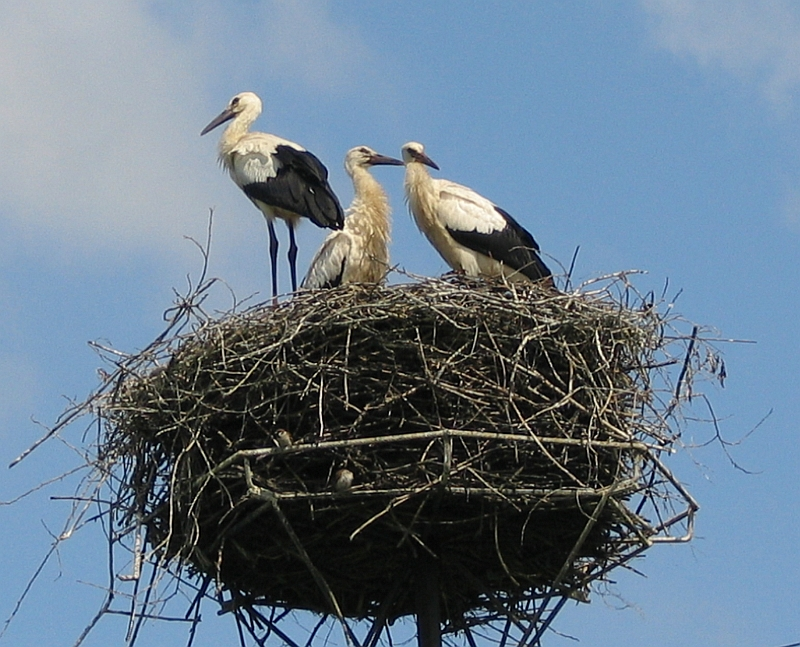
Лелека білий
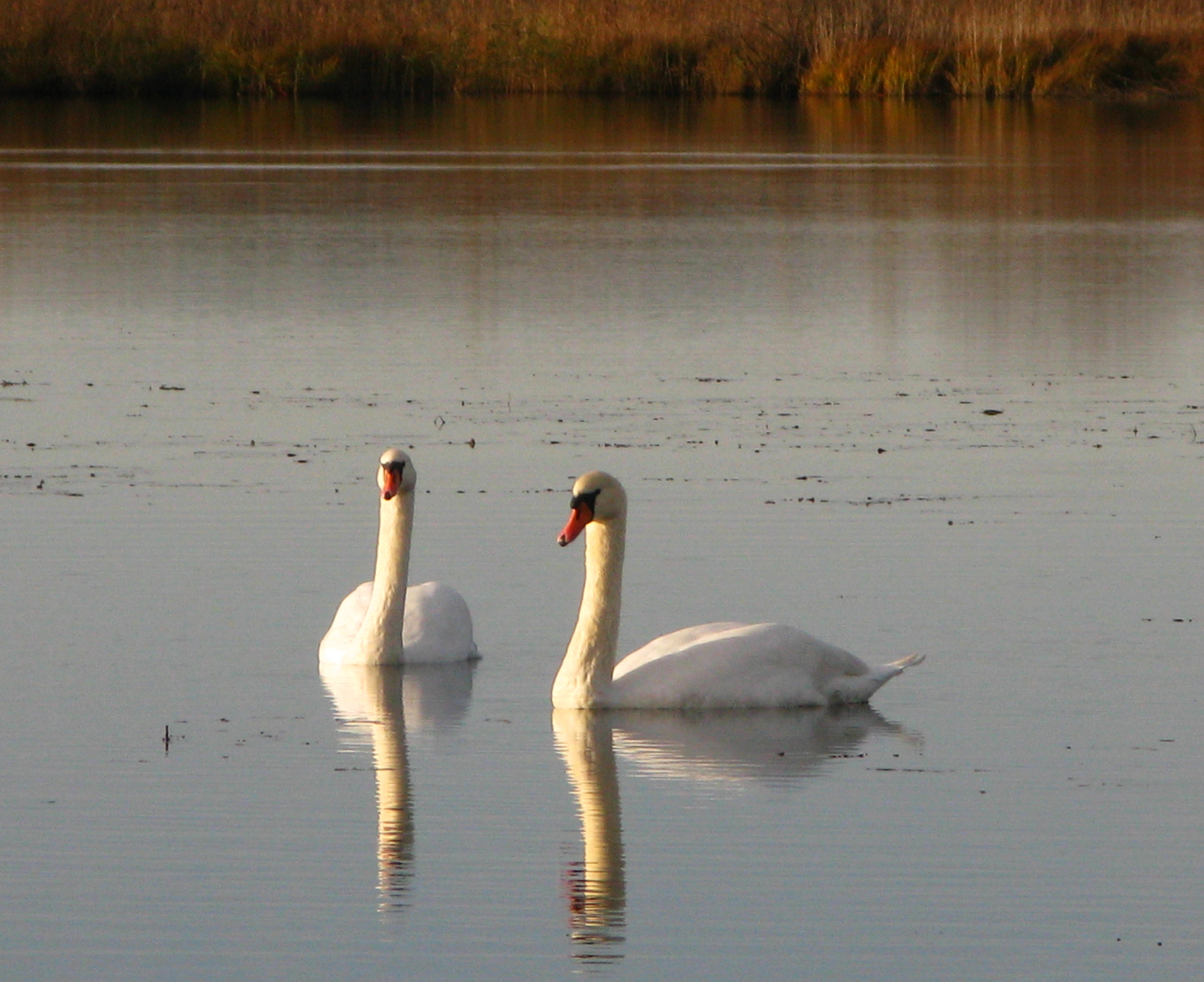
Лебідь білий (Фото зроблене у Торчині)
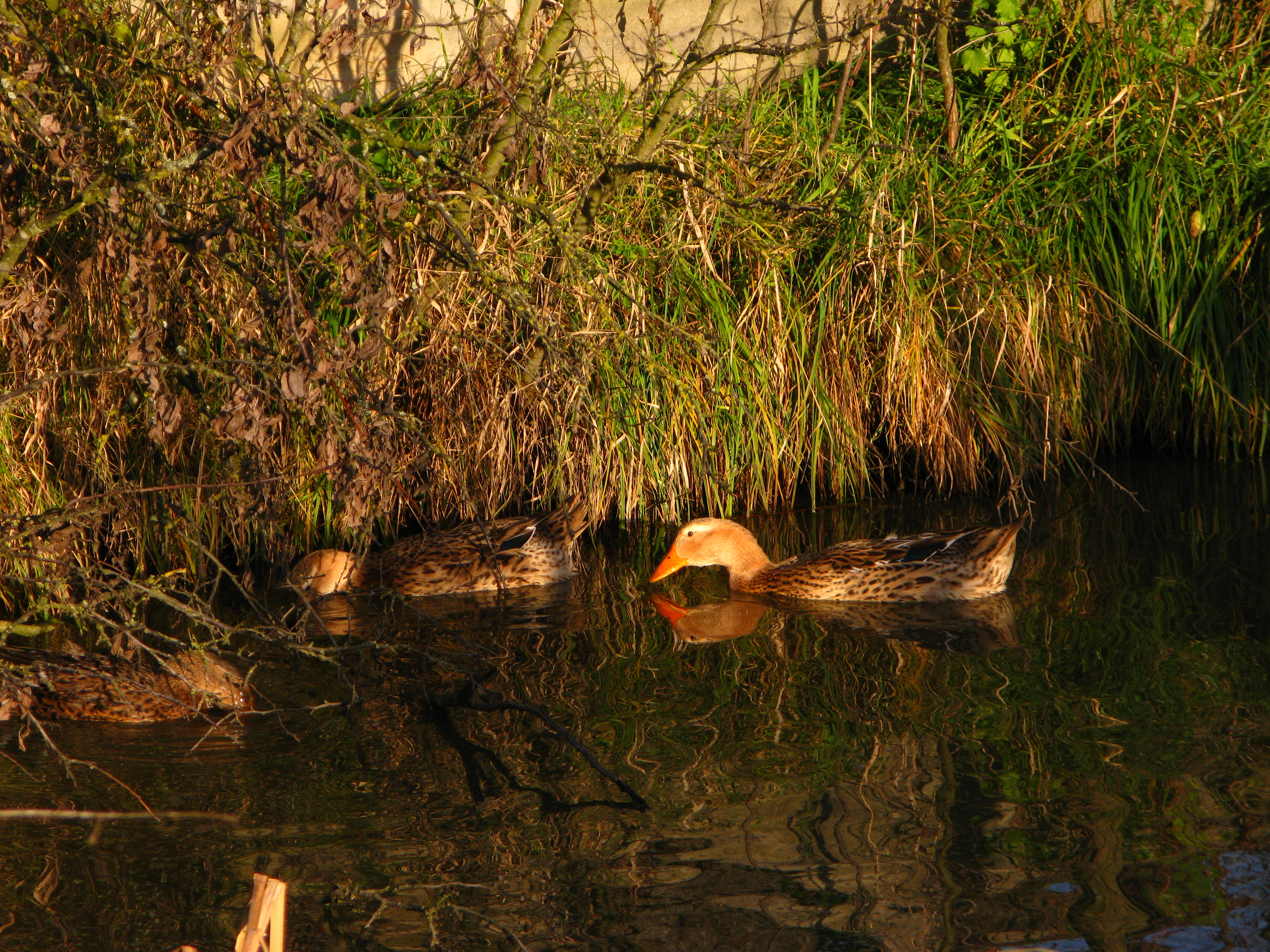
Крижень (Фото зроблене у Торчині)

### Ссавці та земноводні

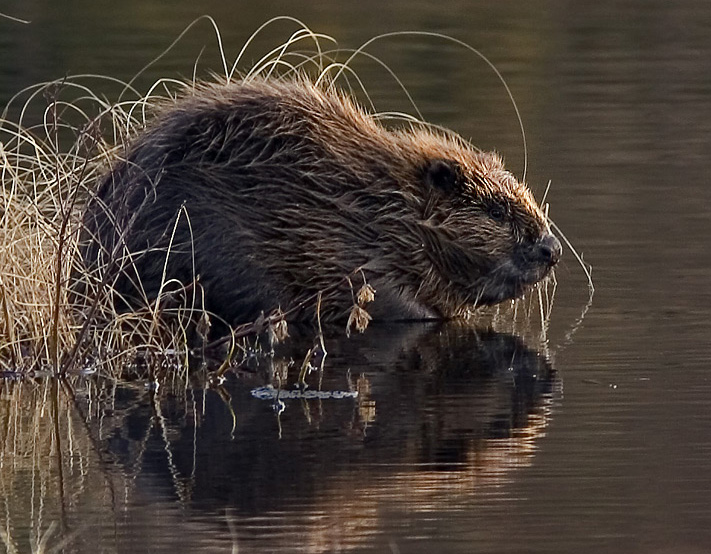
Бобер
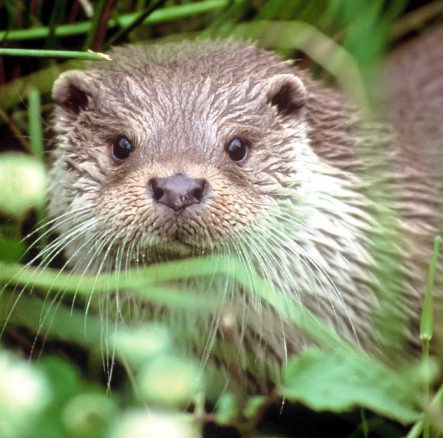
Видра річкова  (Занесена до Червоної книги України)
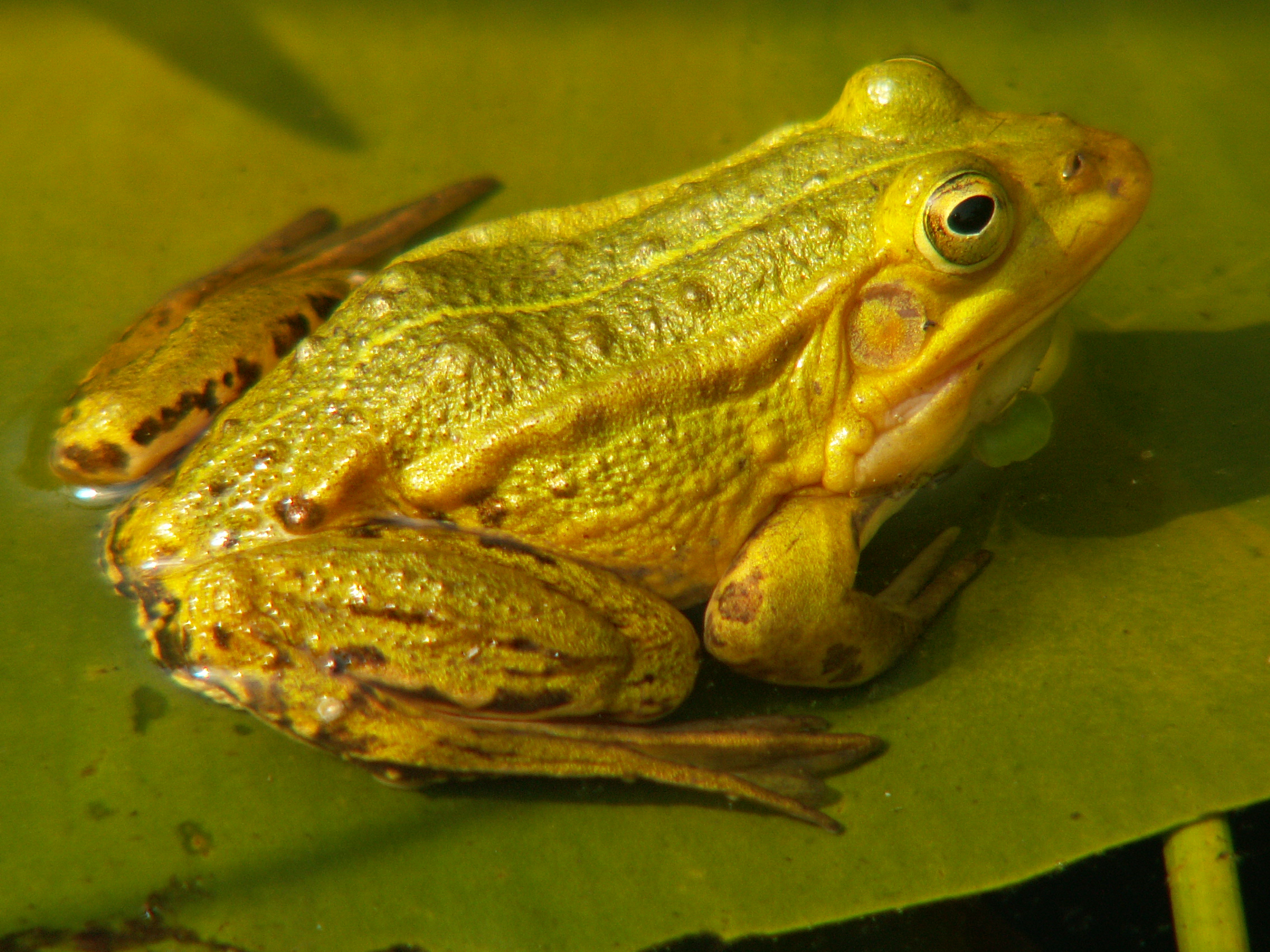
Ставкова жаба
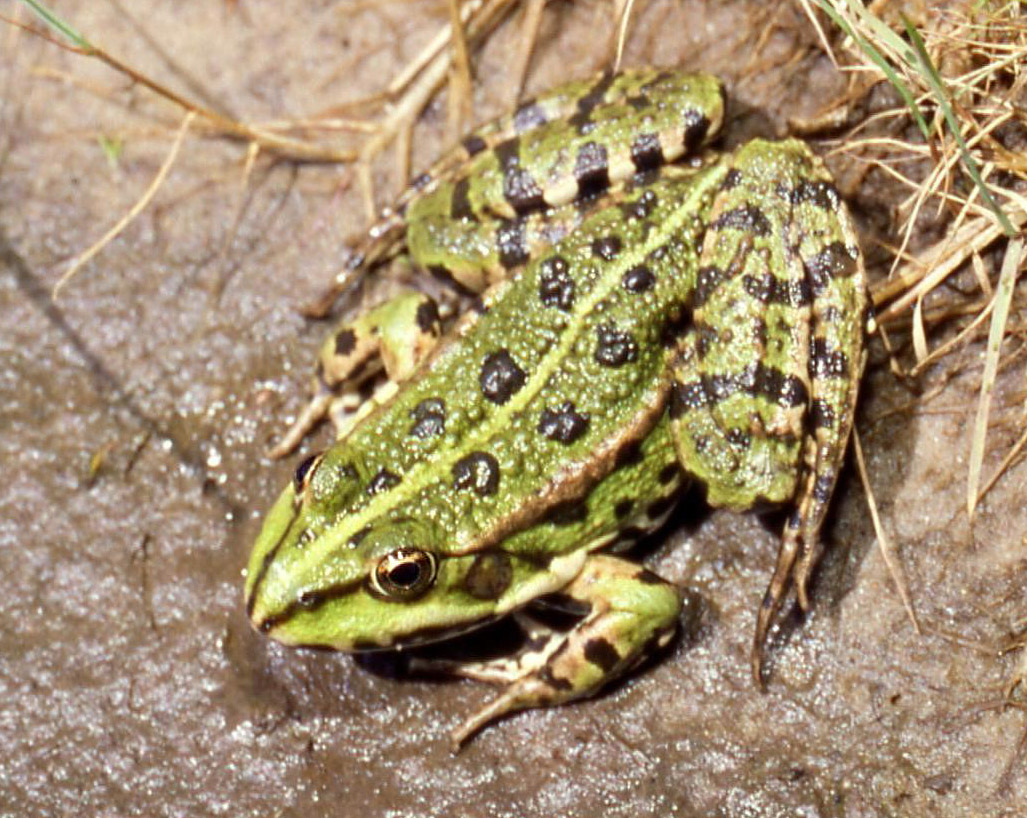
Жаба озерна

## Охорона природи
У верхів'ї річки Серна (село Юнівка) розташований гідрологічний заказник місцевого значення «Серна», до якого входить сама річка і заплавні луки. Довжина заказника — 4,5 км, ширина бл. 0,5 км. На території заказника розташовані 4 природні джерела. Також у долині річки розташований загальнозоологічний заказник місцевого значення «Шепель».

## Промисловість
Серна здавна активно використовувалася. На річці в кінці XIX початку XX століть нараховувалося близько десяти водяних млинів (один з них діяв до 70-х років минулого століття в селі Озденіж).
Нині на берегах Серни розміщенні ВАТ «Волиньхолдінг» і «Торчин-м'ясозавод».

## Археологічні пам'ятки на берегах Серни

Пелещишин Микола Андрійович

Смолигів:
- На східній околиці села, на правому березі Серни — двошарове поселення тщинецько-комарівської культури і лежницької групи ранньозалізного часу. Знайдено бронзову сокиру та тягарці для ткацького верстату. Відкрите розвідкою М. М. Кучинка, Д. Н. Козака і М. Матіюка у 1975 році.

Торчин:

Гуртовий Григорій Олександрович

- На східній околиці селища, на південно-східному схилі лівого берега Серни, по обидві сторони шосейної дороги Луцьк — Володимир-Волинський — поселення стжижівської культури розмірами 70х250 м. Пам'ятку виявив відомий волинський краєзнавець Г. О. Гуртовий. У 1965 році на ній провів розкопки М. А. Пелещишин, яким досліджено 180 м² площі. У процесі робіт відкрито овальну у плані землянку і дві господарські ями. Речові матеріали поселення складаються з уламків ліпної кераміки, крем'яних і кістяних знарядь праці та відходів кременеобробного виробництва.
- В східній частині селища, на лівому березі Серни — багатошарове поселення культур свідерської, лінійно-стрічкової кераміки, волино-люблінської, давньоруського періоду XI—XII ст.
- На лівому березі Серни в 1966 році знайдено скарб з 915 литовських монет XV—XVI ст.
- В східній околиці Торчина, в урочищі Застрижжя, поруч з городищем, на останці лівого берега Серни заввишки до 10 м над рівнем заплави — багатошарове поселення культур свідерської, лінійно-стрічкової кераміки, волино-люблінської і стжижівської площею до 1 га. Відкрите розвідкою Г. О. Гуртового.
- На північно-східній околиці селища, в місці впадіння в Серну її лівостороннього допливу — двошарове поселення городоцько-здовбицької і стжижівської культур. Культурний шар пам'ятки у значній мірі пошкоджений земляними роботами. Поселення відкрите розвідкою Г. О. Гуртового.
- За 1 км на південний захід від селища, на мисі першої надзаплавної тераси правого берега Серни заввишки до 8 м над рівнем заплави — поселення стжижівської культури площею до 1 га, відкрите розвідкою Г. О. Гуртового.
- На західній околиці Торчина, за 0,5 км на захід від шосейної дороги, яка веде до села Смолигів — селище давньоруського періоду ХІ-ХІІІ ст. площею близько 1 га. Воно розміщене на лагідному схилі першої надзаплавної тераси лівого берега лівостороннього допливу Серни заввишки 4–5 м над рівнем заплави.
- На північно-східній околиці селища, за 100 м на північ від шосейної дороги та за 200 м від автозаправної станції, на схилі мису першої надзаплавної тераси лівого берега Серни заввишки 4–5 м над рівнем заплави — двошарове поселення тщинецько-комарівської культури і давньоруського періоду ХІІ–ХІІІ ст. площею до 1 га.

Буяни:
- В урочищі «Хабаловщина», на правому березі Серни — селище давньоруського періоду.
- За 0,4 км на північний захід від села, на лагідному схилі правого берега Серни, заввишки 4–5 м над рівнем заплави — двошарове поселення тщинецько-комарівської культури і давньоруського періоду ХІІ–ХІІІ ст. площею до 1 га.
- На північно-західній околиці села, на північ від шосейної дороги Луцьк–Володимир-Волинський, на лагідному схилі першої надзаплавної тераси правого берега Серни заввишки 3–4 м над рівнем заплави — селище ХІІ–XIV ст. площею близько 1 га. Уламки гончарного посуду зібрані з території присадибних ділянок.
- На північно-східній околиці села, на лагідному схилі першої надзаплавної тераси правого берега Серни, заввишки 2–3 м над рівнем заплави, за 0,2 км на північ від шосейної дороги — селище давньоруського періоду ХІІ–XIV ст. площею 1 га. Фрагменти гончарного посуду зібрані з території людських городів.
- За 0,3 км на північ від села, на лагідному схилі лівого берега Серни, заввишки 4–5 м над рівнем заплави — селище давньоруського періоду ХІ–ХІІІ ст. площею до 2 га.
- За 0,5 км на північний схід від села, за 0,5 км на південь від лісу, за 0,5 км на південний захід від цвинтаря та за 0,3 км на захід від греблі ставка, на лагідному схилі першої надзаплавної тераси лівого берега Серни заввишки 4–5 м над рівнем заплави — двошарове поселення тщинецько-комарівської культури і давньоруського періоду Х–ХІІ ст. площею до 3 га.
- За 1 км на північний схід від села, в урочищі «Загребельне» — курган невизначеного часу. Він розташований на території садиби І. Паходи. Насип розміщений на видовжено-овальному мисі першої надзаплавної тераси лівого берега Серни. Курган має висоту до 1,5 м і діаметр близько 10 м.
- За 1 км на північний схід від [села в урочищі «Загребельне», поруч із садибою І. Паходи, на схід від цвинтаря — селище давньоруського періоду ХІІ–ХІІІ ст. площею 1 га. Воно розміщене на лагідному схилі першої надзаплавної тераси лівого берега Серни, заввишки 6-8 м над рівнем заплави.
- За 1,5 км на північний схід від села та 0,3 км на схід від садиби І. Паходи, на мисі першої надзаплавної тераси лівого берега Серни заввишки близько 6 м над рівнем заплави — двошарове поселення тщинецько-комарівської культури і давньоруського періоду ХІІ–ХІІІ ст. площею до 1 га.
- За 2 км на північний схід від села, за 0,5 км на південь від корпусів Торчинської сортодільниці, на мисі першої надзаплавної тераси лівого берега Серни заввишки до 6 м над рівнем заплави — багатошарове поселення трипільської, тщинецько-комарівської культур та давньоруського періоду ХІІ-ХІІІ ст. площею близько 3 га. Від попереднього пункту із заходу поселення відділяє заплава річки завширшки близько 150 м.
- За 2,5 км на північний схід від села, в східній частині колишнього хутора Рудня (тепер вулиця Загребельна), на мисі першої надзаплавної тераси лівого берега Серни заввишки до 6–8 м над рівнем заплави — багатошарова пам'ятка доби пізнього палеоліту, стжижівської, тщинецько-комарівської, вельбарської культур і давньоруського періоду ХІІ–XIV ст. площею близько 2,5 га. Речові матеріали зібрані з території присадибних ділянок селян.
- На східній околиці села, на південь від шосейної дороги, на схилі правого берега Серни заввишки 3–4 м над рівнем заплави — поселення періоду ХІІ–ХІІІ ст. площею до 1 га.
- На південно-західній околиці села, на північний захід від тваринницької ферми, на схилі правого берега Серни заввишки 3–4 м над рівнем заплави — двошарове поселення тщинецько-комарівської культури і періоду ХІІ–XIV ст. площею близько 1 га.
- За 0,4 км на південний захід від села, на схилі правого берега Серни заввишки 3–4 м над рівнем заплави — поселення періоду ХІІ–XIV ст. площею до 2 га.

Усичі:
- За 0,5 км на північний схід від села і за 0,2 км на південь від хутора Валентинів, на невеликому підвищенні розміром 70х200 м серед заплави лівого берега Серни — поселення стжижівської культури. У 1937—1938 рр. розкопки на ньому провів Я. Фітцке і виявив землянки, опис яких, як і більшої частини здобутого матеріалу, відсутній. Роботи на поселенні продовжив у 1965 році М. А. Пелещишин. Він розкопав 290 м² площі і дослідив дві напівземлянки з вогнищами та 8 господарських ям. На території цього поселення виявлено два поховання стжижівської культури. Перше з них відкрите в 1936 році Я. Фітцке. Біля скорченого кістяка знайдено миску і два горщики із шнуровим орнаментом. Друге поховання відкрив у 1965 році М. А. Пелещишин. Воно розташовувалось за 15 м на південний схід від попереднього. На шиї скорченого покійника виявлено підвіску з ікла дикого кабана.
- На південний захід від села, на лівому березі Серни — поселення культури лінійно-стрічкової кераміки, відкрите розвідкою М. А. Пелещишина у 1965 році.
- За 1 км на північний захід від села і за 0,5 км від хутора Валентинів, який об'єднаний із селом Усичі, на ділянці лівого берега Серни заввишки 2–3 м над рівнем заплави — двошарове поселення тщинецько-комарівської культури і давньоруського періоду ХІІ–ХІІІ ст. площею до 1 га.
- За 0,7 км на північний захід від села і за 0,3 км на південний захід від колишнього хутора Валентинів, на видовженому мисі першої надзаплавної тераси лівого берега Серни заввишки до 2 м над рівнем заплави — поселення тщинецько-комарівської культури площею до 1 га.
- В західній частині села, поблизу сільської церкви, на лагідному схилі першої надзаплавної тераси правого берега Серни заввишки 3–4 м над рівнем заплави — селище давньоруського періоду ХІ–ХІІІ ст. площею до 1,5 га.
- За 0,3 км на північний захід від села, на північ від церкви, на лагідному схилі першої надзаплавної тераси лівого берега Серни заввишки до 2 м над рівнем заплави — селище давньоруського періоду ХІ–ХІІІ ст. площею близько 1 га.
- На північно-східній околиці села, поруч з греблею ставу, на мисі першої надзаплавної тераси правого берега Серни заввишки 8–10 м над рівнем заплави — двошарове поселення тщинецько-комарівської культури і давньоруського періоду ХІ–ХІІІ ст. площею до 2 га.
- За 0,3 км на північний схід від села і в цьому ж напрямку від церкви, в місці впадіння в Серну її лівостороннього допливу — безіменного струмка, на лівому березі річки заввишки 2–3 м над рівнем заплави — селище давньоруського періоду XI—XIII ст. площею до 1 га.
- За 1 км на північний схід від села і на схід від хутора Валентинів, на мисі першої надзаплавної тераси лівого берега Серни заввишки 6–7 м над рівнем заплави — двошарове поселення тщинецько-комарівської культури і давньоруського періоду ХІ-ХІІІ ст. площею до 2 га.
- За 1,5 км на північний схід від села та за 0,5 км на схід від хутора Валентинів, на південному схилі мису першої надзаплавної тераси лівого берега Серни заввишки 6–8 м над рівнем заплави — багатошарове поселення культур лінійно-стрічкової кераміки, тщинецько-комарівської, вельбарської і лежницької групи ранньозалізного часу.

Шепель:

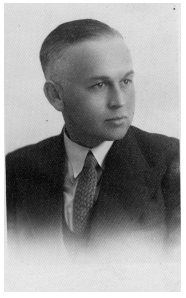
Цинкаловський Олександр Миколайович

- Пам'ятка національного значення городище давньоруського часу ХІ-ХІІІ ст. Розташоване на північній околиці села, в урочищі «Вал», на високому мисі правого берега Серни, над заболоченою низовиною. Городище розміром 140х160 м, укріплене валом висотою 5-6 м і ровом завглибшки 6 м і завширшки 22 м. Незважаючи на мисовую схему організації оборони, це городище за планом ідентичне таким пам'ятникам, як Острожець, Посників, Одеради. Майданчик має з двох сторін прямолінійні контури (з північного сходу і південного сходу), а з останніх — округлий контур. В'їзд розташований з північного сходу і є проривом у валу, а перед ним — земляну перемичку впоперек рову. Культурний шар на городищі належить до XI—XIII ст. Контрольні шурфи і зачистка торців валу П. О. Раппопортовим показали, що вал був насипаний на чистому материковому ґрунті і, отже, належить до часу створення поселення, тобто до XI ст. Поруч — давньоруське селище. Обстеження городища і селища в кінці XIX ст. провів В. Б. Антонович, в 1933 р. — О. М. Цинкаловський, в 1955 р. — Є. І. Тимофеєв, в 1960 р. — Павло Раппопорт. Шурфи були закладені М. М. Кучінком в 1975 році. У 2006 році. розвідкою О. Є. Златогорського на селищі були виявлені фрагменти скляного шлаку.
- Поселення стжижівської культури епохи бронзи. Розташоване на південний захід від села, на схилі лівого берега Серни площею близько 100х200 м
- Курган давньоруського часу під назвою «Могила Переляниці». Розташований за 0,3 км на північний захід від городища, на правому березі Серни. Заввишки 2,8 м, діаметром 12 м. Розкопаний у 1975 році М. М. Кучінком. Під ним було виявлено перепалені кістки, вуглики та дрібні фрагменти гончарної кераміки.
- Двошарове поселення тщинецько-комарівської культури епохи бронзи і давньоруського часу. Розташоване за 2,5 км на південний захід від села, в урочищі «Замістя», на західному схилі першої надзаплавної тераси лівого берега Серни, в місці впадіння в неї безіменного потічка.
- Багатошарове поселення епохи бронзи (стжижівської, тщинецько-комарівської культури) і давньоруського часу. Розташоване за 2 км на захід від села, на рівній ділянці мису лівого берега першої надзаплавної тераси Серни, за 0,5 км на південь від польової дороги та за 0,7 км на південний захід від мосту через річку.
- Поселення стжижівської культури епохи бронзи. Розташоване за 1,5 км на південний захід від села, на правому високому березі Серни, відкрите у 1965 році М. А. Пелещишиним.

Заболотці:
- За 2 км на південь від села, на лагідному схилі першої надзаплавної тераси лівого берега Серни заввишки до 8 м над рівнем заплави — селище давньоруського періоду ХІ–ХІІІ ст. площею до 1 га.
- В південній частині села, на прилеглій до тваринницької ферми території, на рівній ділянці першої надзаплавної тераси лівого берега Серни заввишки до 8–10 м над рівнем заплави — селище періоду ХІ–XIV ст. площею до 1 га.
- В північно-західній частині села, на мисі першої надзаплавної тераси лівого берега Серни заввишки 8–10 м над рівнем заплави — селище давньоруського періоду ХІ–ХІІІ ст. площею до 2 га.
- В північно-східній частині села, на мисі першої надзаплавної тераси правого берега Серни заввишки до 10 м над рівнем заплави — двошарове поселення тщинецько-комарівської культури і давньоруського періоду ХІ–XV ст.
- За 1 км на північний схід від села, на рівній ділянці першої надзаплавної тераси правого берега Серни, заввишки 6–8 м над рівнем заплави — селище давньоруського періоду ХІ-ХІІІ ст. площею до 2 га.

## Галерея

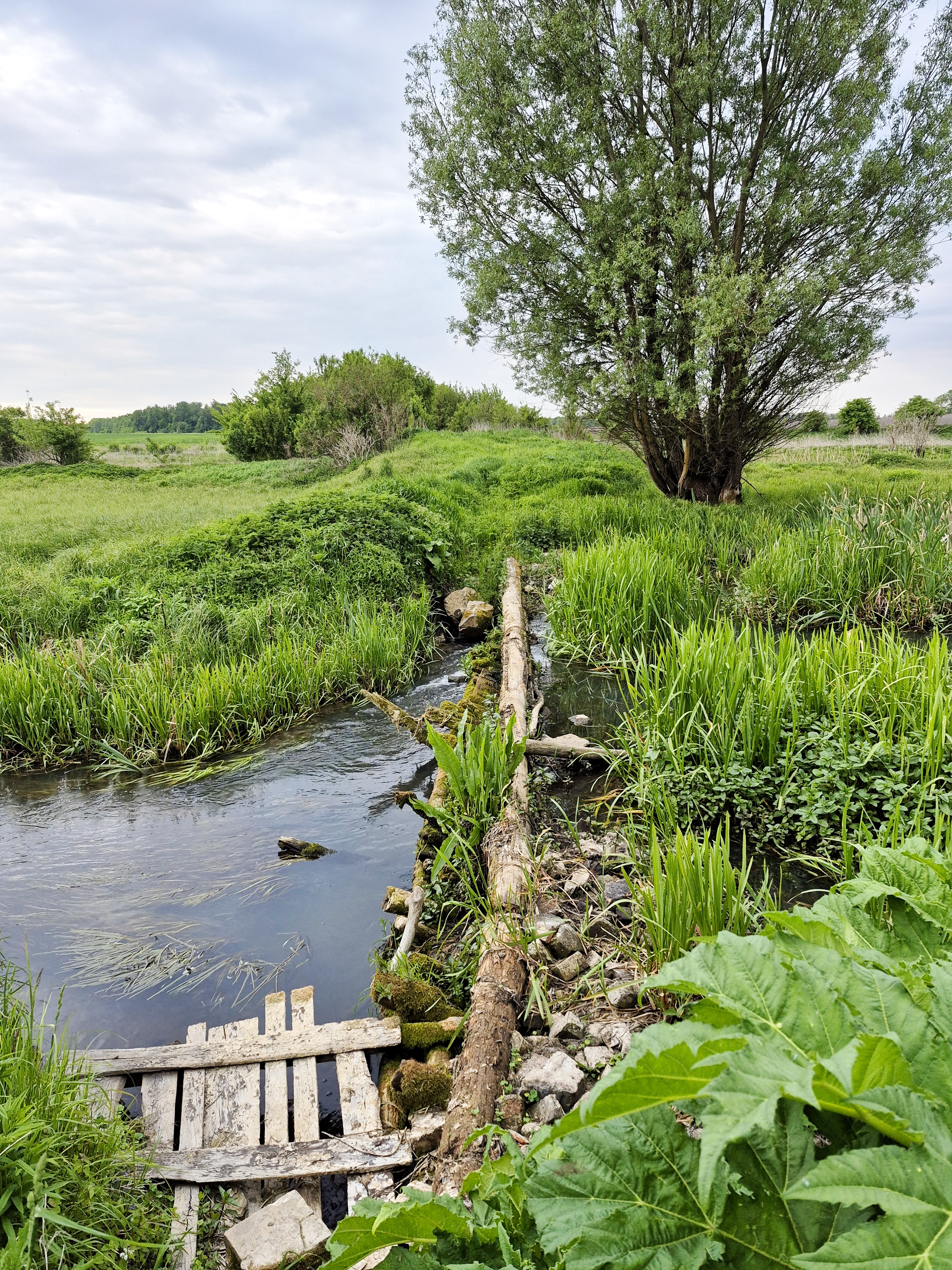
Кладка через Річку Серна між селами Сирники і Буків